# Pz.Kpfw. III
Panzerkampfwagen III — немецкий средний танк времён Второй мировой войны, серийно выпускавшийся с 1937 по 1943 год. Сокращёнными названиями этого танка являлись Pz.Kpfw. III, Panzer III, Pz. III. В ведомственном рубрикаторе военной техники нацистской Германии этот танк имел обозначение Sd.Kfz. 141 (Sonderkraftfahrzeug 141 — машина специального назначения 141). В советских исторических документах и популярной литературе Pz.Kpfw. III именовался как «Тип 3», Т-III или Т-3.
Эти боевые машины использовались в Панцерваффе Вермахта с первого дня Второй мировой войны. Последние записи о боевом применении Pz.Kpfw. III в штатном составе немецких подразделений датируются серединой 1944 года, одиночные танки воевали вплоть до капитуляции Германии. С середины 1941 по начало 1943 года Pz.Kpfw. III был основой германских бронетанковых войск и несмотря на относительную слабость по сравнению с современными ему танками стран антигитлеровской коалиции, внёс значительный вклад в успехи вермахта того периода. Танки этого типа поставлялись армиям стран-союзников Германии по Оси. Трофейные Pz.Kpfw. III с хорошими результатами также использовались Красной армией и её союзниками. На базе Pz.Kpfw. III в Германии и СССР создавались самоходно-артиллерийские установки (САУ) различного назначения.

## История создания и модификации

### Zugführerwagen
Хотя Германии, потерпевшей поражение в Первой мировой войне, по условиям Версальского мирного договора было запрещено иметь бронетанковые войска, работы по созданию бронетехники велись в ней уже с 1925 года. Первым танком, запущенным в итоге в серийное производство стал лёгкий танк Pz.Kpfw. I, в то время известный под кодовым обозначением «малый трактор», (нем. Kleintraktor), разработка которого велась с 1930 года. Вместе с тем, недостатки Pz.Kpfw. I, имевшего экипаж из двух человек, пулемётное вооружение и противопульное бронирование, были очевидны ещё на этапе его проектирования, поэтому уже вскоре Управлением вооружений рейхсвера была сформулирована необходимость разработки более тяжёлых танков. Согласно документам фирмы «Крупп» за 1933 год, Управление вооружений планировало создание двух танков — несколько большего, чем Pz.Kpfw. I и вооружённого 20-мм пушкой (будущего Pz.Kpfw. II), разработка которого была поручена фирме «Даймлер-Бенц», и вооружённого 37-мм пушкой и имевшего вес около 10 тонн танка, контракт на разработку которого планировала получить «Крупп». Окончательное решение о начале разработки этих двух машин было принято после состоявшегося 11 января 1934 года совещания руководства Управления вооружений по вопросам определения приоритетных программ в условиях недостатка финансирования. Формальное разрешение на начало работ по танку (нем. Gefechtskampfwagen) было выдано Управлению инспекцией бронетанковых войск 27 января того же года.
В феврале 1934 года Управлением вооружений был организован конкурс на разработку нового танка, получившего кодовое обозначение «танк командира взвода» (нем. Zugführerwagen) или Z.W. После исследования возможностей различных компаний, к участию в конкурсе были приглашены четыре фирмы: «Даймлер-Бенц», «Крупп», M.A.N. и «Рейнметалл». Технические требования к танку включали в себя:
- масса порядка 10 тонн;
- вооружение из 37-мм пушки во вращающейся башне;
- максимальная скорость не менее 40 км/ч;
- использование двигателя HL 100 мощностью 300 л. с. производства фирмы «Майбах», трансмиссии SSG 75 фирмы Zahnradfabrik Friedrichshafen, механизма поворота типа Wilson-Cletrac и гусениц Kgs. 65/326/100.

После изучения предварительных проектов, представленных «Даймлер-Бенц», M.A.N. и «Рейнметалл», Управлением вооружений летом 1934 года были выданы заказы на производство прототипов:
- «Даймлер-Бенц» — два прототипа шасси;
- M.A.N. — один прототип шасси;
- «Крупп» — два прототипа башни;
- «Рейнметалл» — один прототип башни.

По результатам испытаний прототипов, было выбрано шасси «Даймлер-Бенц», первый экземпляр которого был собран в августе 1935 года. В дополнение к первым шасси, обозначавшимся как Z.W.1 и Z.W.2, «Даймлер-Бенц» получила контракт на создание ещё двух улучшенных прототипов — Z.W.3 и Z.W.4. Два прототипа башен «Крупп» были закончены ещё в августе 1934 года, но окончательно они были выбраны только после сравнительных испытаний их вместе с башнями «Рейнметалл» на прототипах шасси.

### Panzerkampfwagen III Ausf. A, B, C и D
Заказ на производство «нулевой серии» из 25 танков, предназначенной для войсковых испытаний, был выдан Управлением вооружений в декабре 1935 года, при этом выпуск первых танков был намечен на октябрь 1936 года с тем, чтобы передать все 25 машин войскам уже к 1 апреля 1937 года. К тому времени обозначение танка несколько раз менялось, пока приказом от 3 апреля 1936 года не было установлено в окончательном варианте — Panzerkampfwagen III.
- 1. Serie Z.W. (Pz.Kpfw. III Ausf. A) — 10 (60101 — 60110), Daimler-Benz, 1937 год
- 2. Serie Z.W. (Pz.Kpfw. III Ausf. B) — 15 (60201 — 60215), Daimler-Benz, 1937 год, из них 5 шасси для Pz.Sfl. III (s.Pak) — StuG. III 0./Serie
- 3a. Serie Z.W. (Pz.Kpfw. III Ausf. C) — 15 (60301 — 60315), Daimler-Benz, 1937—1938 годы
- 3b. Serie Z.W. (Pz.Kpfw. III Ausf. D) — 30 (60316 — 60340, 60221 — 60225), Daimler-Benz, 1938, 1940 годы

#### Pz.Kpfw. III Ausf. A
Контракт на производство первой предсерийной партии (1.Serie/Z.W.) из 10 машин был выдан фирме «Даймлер-Бенц», башни же для танков должна была поставить «Крупп». Помимо них, в производстве был задействован ряд других фирм, производивших отдельные узлы и компоненты танка. Так, броневые корпуса и бронирование башен изготовлялись фирмой «Дойче Эдельштальверке»de, ряд других фирм поставляли оптические приборы и компоненты силовой установки и ходовой части. Десять машин этой серии, получивших позднее обозначение Ausführung A (Ausf.A — «модель А»), являлись развитием конструкции прототипа Z.W.1. Характерной особенностью этой модификации являлась ходовая часть, с пятью опорными катками большого диаметра с индивидуальной подвеской на вертикальных пружинах и двумя поддерживающими катками с каждого борта. Масса Ausf. A составляла 15 тонн, максимальная же скорость оказалась ниже требований заказчика и составила лишь 35 км/ч. «Даймлер-Бенц» планировала завершить сборку двух шасси уже к ноябрю 1936 года, но реально начало производства Ausf. A затянулось до 1937 года. Производились с июня по сентябрь 1937 года.

#### Pz.Kpfw. III Ausf. B
Второй заказ, выданный «Даймлер-Бенц» и «Крупп», предусматривал производство второй предсерийной партии (2.Serie/Z.W.) из 15 машин, представлявших собой развитие прототипа Z.W.3 и получивших обозначение Ausf. B. От Ausf. A их отличала прежде всего ходовая часть, имевшая с каждого борта по 8 опорных катков малого диаметра, сблокированных попарно в тележки, подвешенные на двух группах листовых рессор и снабжённых гидравлическими амортизаторами. Помимо этого, в конструкцию танка был внесён ряд менее значительных изменений. Пять шасси Ausf. B были перенаправлены для производства нулевой серии САУ Sturmgeschütz III, что, согласно германской документации, привело к завершению лишь десяти танков. После испытаний все 5 машин нулевой серии Sturmgeschütz III вплоть до 1941 года использовались в учебных целях. Производство танков этой модификации началось в сентябре и завершилось в декабре 1937 года.

#### Pz.Kpfw. III Ausf. C
Заказ на третью предсерийную партию Pz.Kpfw. III (3.Serie/Z.W.) из 40 танков был также выдан «Даймлер-Бенц» и «Крупп», также к выпуску был привлечён ряд как прежних, так и новых субподрядчиков для отдельных узлов и компонентов танка. 3.Serie/Z.W. включала в себя две партии — 3a.Serie/Z.W. из 15 машин и 3b.Serie/Z.W. из 25 машин, получивших обозначения, соответственно, Ausf. C и Ausf. D. Конструктивно Ausf. C отличались от танков Ausf. B прежде всего изменённой подвеской, 8 катков которой с каждого борта теперь были скомпонованы в три тележки — крайние по два катка и среднюю из четырёх катков, по-прежнему подвешенных на листовых рессорах, а крайние тележки также и на амортизаторах. Кроме этого, были усовершенствованы агрегаты силовой установки, прежде всего механизм поворота и бортовые передачи. Производство Ausf. C велось с декабря 1937 по март 1938 года.

#### Pz.Kpfw. III Ausf. D

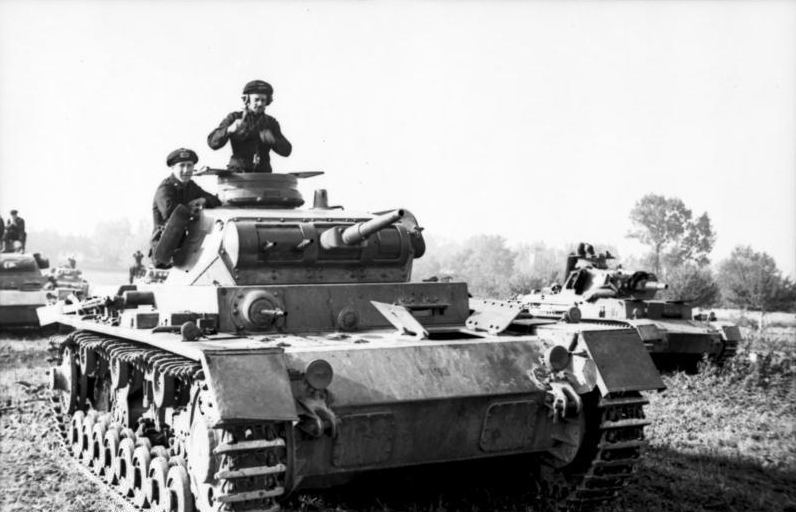
Pz.Kpfw. III Ausf. D, Польша,
1 сентября 1939 года.

Последней предсерийной модификацией Pz.Kpfw. III стала Ausf. D. Танки этой модификации отличались доработанной кормовой частью корпуса и командирской башенкой новой конструкции, а также изменениями в силовой установке элементов подвески. Многие особенности Ausf. D, например, конструкция кормовой части, перешли впоследствии на серийные машины. По поводу бронирования танков этой модификации, мнения историков расходятся. Традиционной является версия о 30-мм вертикальном бронировании Ausf. D, как и на танках первых серийных модификаций, по разным данным, такое бронирование имели все, либо же все за исключением первых 5 машин, танки Ausf. D. Однако эта версия оспаривается историком Т. Йенцем, указывающим на то, что эти данные, как и многие другие, происходят из отчётов британской разведки, написанных во время Второй мировой войны и вскоре после неё, и являются лишь ошибочными предположениями. Сам Йенц, основываясь на германских документах того периода, утверждает, что бронирование всех танков Ausf. D оставалось неизменным по сравнению с предыдущими модификациями, а 30-мм броню имела лишь новая командирская башенка. Производство Ausf. D началось в феврале 1938 года и закончилось в июле (4 танка). По германским документам, в отчёте за 1 июля 1938 года числились на вооружении 56 танков Ausf. A — Ausf. D, но, по версиям историков, последние Ausf. D были выпущены ещё в июне или июле 1938 года. Первоначальный заказ Ausf. D составил 25 машин, однако в связи с тем, что 5 шасси Ausf. B были выделены ранее на строительство САУ, остались невостребованы уже изготовленные для них верхние части корпуса и башни и Управление вооружений заказало «Даймлер-Бенц» изготовление 5 дополнительных шасси в 3b.Serie/Z.W.(№ 60221-60225). Однако к тому времени приоритетной задачей явилось уже производство последующих серий Pz.Kpfw. III, поэтому сборка этих пяти машин, обозначаемых в некоторых документах как 3c.Serie/Z.W., произошла только в октябре 1940 года. Именно эти 5 танков, поступившие в 40-й танковый батальон Особого Назначения в Норвегии, приняли участие в начале операции «Барбаросса» на севере Финляндии. Всего, таким образом, было изготовлено 30 танков модификации Ausf. D

### Panzerkampfwagen III Ausf. E, F, G и H

#### Pz.Kpfw. III Ausf. E
Первая относительно крупносерийная (по немецким меркам тех лет) версия Pz.Kpfw. III — с декабря (1 танк) 1938 до конца 1939 года изготовлено 96. По заказу в январе 1939 года промышленность должна была выпустить 1250 Pz.Kpfw. III. Но в связи с тем, что к концу мая удалось изготовить лишь 10, заказ сокращён на 500. В последующие два месяца из цехов вышли только 19 танков, а заказ сократили ещё на 200 единиц. Выполнить его до начала Второй мировой войны так и не удалось. На Ausf. E полностью новая ходовая часть, включавшая шесть сдвоенных обрезиненных опорных катков на борт и торсионную подвеску. В подвесках первого и шестого опорных катков амортизаторы. Изменились поддерживающие катки и ленивец. Танк с двигателем Maybach HL 120TR мощностью 300 л. с. и десятискоростной коробкой передач Variorex SRG 328—145. Курсовой пулемёт в новой шаровой установке Kugelblende 30. Механик-водитель получил комбинированный (смотровая щель с триплексом и перископ) прибор наблюдения Fahrersehklappe 30. Крышки бортовых башенных люков стали двухстворчатыми. В нижних бортовых листах корпуса между верхней ветвью гусениц и опорными катками появились эвакуационные люки. Несколько видоизменились люки моторного отделения. Остальные узлы и агрегаты танка, включая вооружение, изменений не претерпели. В 1940—1941 году часть машин модификации E была перевооружена 50-мм пушками Kw.K. 38. В ходе войны некоторое количество Pz.Kpfw. III Ausf. E переоборудовали в машины передовых артиллерийских наблюдателей и БРЭМ.
- 4. Serie Z.W. (Pz.Kpfw. III Ausf. Е) — 96, в том числе:

41 (60401 — 60441), Daimler-Benz, 1938—1939 годы
55 (60442 — 60496), MAN, 1939 год

#### Pz.Kpfw. III Ausf. F
Незначительно модернизированный вариант Ausf. E. Оба по внешнему виду практически идентичны. Танки варианта F поздних выпусков имели защиту башенного погона от пуль и осколков, предохранявшую от заклинивания, дополнительные приборы наружного освещения и новую командирскую башенку. Выпуск в намеченные сроки столь большой серии танков оказался не под силу фирме Daimler-Benz, и к производству подключились фирмы FAMO, MAN, Alkett, MIAG и Henschel. С сентября 1939 по октябрь 1940 года заводские цеха покинули 399 Ausf. F. Оставшиеся 36 танков, практически доведённые до уровня Pz.Kpfw. III Ausf. G, были сданы уже зимой — весной 1941 года.

##### Pz.Kpfw. III Ausf. F mit 5 cmKw.K. 38
Фирма Alkett, загруженная переоборудованием линейных танков в Tauch-Panzer III не смогла своевременно выполнить контракт на изготовление 36 танков. Их сдача происходила в марте — мае 1941 года. Следовательно, машины выпускались с 50-мм пушкой и в конфигурации близкой к Ausf. G.
- 5. Serie Z.W. (Pz.Kpfw. III Ausf. F) — 435, в том числе:

96 (61001 — 61096), MAN, 1939—1940 годы
45 (61145 — 61189), Daimler-Benz, 1939—1940 годы
28 (61201 — 61228), FAMO, 1940 год
170 (61101 — 61144, 61190 — 61195, 61301 — 61420), Henschel, 1939—1940 год. Первые 50 машин были выполнены в счёт заказа Daimler-Benz
60 (61501 — 61560), Miag, 1939—1940 годы
36 (61601 — 61636), Alkett, 1941 год; последние сданы в мае

#### Pz.Kpfw. III Ausf. G
Производство танков Ausf. G велось с марта 1940 по апрель 1941 года. За это время было выпущено 600 машин. В конструкцию внесли много мелких изменений. Броню кормы корпуса увеличили с 21 до 30 мм. На крыше башни появился электрический вентилятор, закрытый броневой крышкой, и лючок для стрельбы из ракетницы. На корме башни стали крепить ящик для снаряжения, прозванный «ящик Роммеля», — впервые они появились на танках Африканского корпуса. На машинах поздних выпусков новые командирские башенки с пятью смотровыми приборами, унифицированные с башенками танков Pz.Kpfw. IV. Ширину гусениц довели до 400 мм, установили новые ведущие и направляющие колёса. Часть танков модификации G изготовили в тропическом варианте Ausf. G (trop) с более мощной системой охлаждения и усиленными воздушными фильтрами. Этапным же изменением в конструкции танка стала замена вооружения. Работы по новой 50-мм пушке с длиной ствола в 42 калибра начались ещё в январе 1938 года. В этой связи часто упоминается расхождение во взглядах фюрера и Службы вооружения сухопутных войск. Гитлер потребовал установить на танк 50-мм пушку с длиной ствола в 60 калибров, аналогичную по баллистике полевой Pak. 38. Однако вооруженцы ослушались и остановили свой выбор на «короткой» 50-мм пушке с длиной ствола в 42 калибра, поскольку следовали классическому требованию, что пушка не должна выходить за габариты корпуса. Что касается 42-калиберной пушки, то её серийное производство началось в конце июня 1940 г. — и альтернативы ей не было. В июле их месячный выпуск достиг 40, а к осени 1941 г. ежемесячно изготавливалось 250 орудий. Быстрому освоению новой пушки способствовало её конструктивное подобие 37-мм орудию. Производство того прекратили в августе 1940 г., но ещё вплоть до октября его продолжали устанавливать в танки. Всего 37-мм пушками были оснащены 103 танка. В июле 1940 года сдали первые 17 танков этой модификации, вооружённые 50-мм пушкой Kw.K. 38 с длиной ствола 42 калибра. Установка новой пушки потребовала переделки лобовой части башни. На танках с 37-мм орудием маска как бы внутри башни, а на машинах с 50-мм — снаружи. Количество спаренных пулемётов сократили до одного. Со временем, большинство машин с 37-мм орудиями были перевооружены на 50-мм пушки.
- 6. Serie Z.W. (Pz.Kpfw. III Ausf. G) — 600, в том числе:

90 (65001 — 65090), MAN, 1940 год
155 (65101 — 65255), Henschel & Wegmann, 1940—1941 годы
15 (65365 — 65379), FAMO, 1940 год
150 (65401 — 65550), включая 21 танк в варианте ZW 40 (65462, 65531 — 65550), Alkett, 1940—1941 годы
80 (65720 — 65799), Miag, 1940 год
60 (65801 — 65860), Daimler-Benz
50 (65901 — 65950), MNH, 1940—1941 год

#### Pz.Kpfw. III Ausf. H
В октябре 1940 года заводы MAN, Henschel, Wegmann, MNH и MIAG начали производство танков версии H. По апрель 1941 года было выпущено 286 единиц. Первоначальный заказ на 759 танков сократили в пользу следующей модификации — Ausf. J. Важнейшие изменения на Ausf. H в корме башни — теперь она изготавливалась из цельной гнутой 30-мм бронеплиты. На лобовую часть корпуса наваривался дополнительный 30-мм броневой лист, в котором выполняли вырезы под смотровой прибор механика-водителя и установку курсового пулемёта. Таким образом, лобовая броня корпуса увеличилась до 60 мм. Подобно танкам Ausf. G поздних выпусков, машины версии H оснащали новыми командирскими башенками, 400-мм гусеницами массой по 700 кг, новыми ведущими направляющими колёсами. Передние поддерживающие катки сместили вперёд, ближе к амортизаторам. На танках взамен десятискоростных устанавливались шестискоростные механические синхронизированные коробки передач типа Maybach SSG77. В результате нововведений масса танка возросла до 21,6 т.
- 7. Serie Z.W. (Pz.Kpfw. III Ausf. Н) — 286, в том числе:

50 (66001 — 66050), Daimler-Benz, 1940—1941 годы
98 (66101 — 66198), MAN, 1940—1941 годы
72 (66301 — 66372), Miag, 1940—1941 годы
66 (66401 — 66466), Henschel & Wegmann, 1940—1941 годы

### Panzerkampfwagen III Ausf. J, L, M и N
Для производства танков 8. Serie Z.W. были заключены четыре контракта:
1-й — 779 (68001 — 68979)
2-й — 1800 (72001 — 74100)
3-й — 1400 (74101 — 75500)
4-й — 1000 (75501 — 77800)

#### Pz.Kpfw. III Ausf. J
Следующая модификация Pz.Kpfw. III Ausf. J в серийном производстве с марта 1941 по май 1942 года. Лобовой броневой лист корпуса довели до 50 мм. В связи с этим в лобовом листе смонтированы шаровая установка Kugelblende 50 для пулемёта MG. 34 (аналогичная используемой на танках Pz.Kpfw. IV Ausf. F) и смотровой прибор механика-водителя Fahrersehklappe 50 с бинокулярным перископом KFF 2. Бронезащита башни и бортов корпуса осталась прежней — 30 мм, щита маск-установки пушки — 20 мм. Изменилась конструкция буксирных крюков, двухстворчатые крышки люков доступа к трансмиссии заменили на одностворчатые (на танках поздних выпусков так же поступили с люками доступа к двигателю), воздушные фильтры перенесли с моторной перегородки на карбюраторы. Внесли и много других мелких усовершенствований. Самым же важным нововведением стала установка новой пушки. Первые 1600 (1602) Ausf. J были вооружены 50-мм пушкой Kw.K. 38 с длиной ствола 42 калибра. С декабря 1941 года в танки начали устанавливать 50-мм пушку Kw.K. 39 с длиной ствола 60 калибров с большей бронепробиваемостью. Такие орудия получили 950 (951) Ausf. J. Впрочем, уже в скором времени все вновь выпускаемые танки с пушкой Kw.K. 39 стали именовать Pz.Kpfw. III Ausf. L. Замена пушки — необходимость после сражений на Восточном фронте. Выяснилось, что Pz.Kpfw. III, предназначавшийся по замыслу для борьбы с танками противника, мог пробить броню советского тяжёлого танка КВ только с 200 м (Т-34 и КВ поражали «тройки» с 500—1500 м). Новая пушка позволила хотя бы частично уравнять шансы и увеличить дальность эффективного огневого боя с советскими танками до 500 м.
- 8. Serie Z.W. (1-й контракт) (Pz.Kpfw. III Ausf. J) — 779, (1941 год) в том числе:

134 (68001 — 68134), Daimler-Benz
133 (68201 — 68333), MAN
133 (68401 — 68533), Miag
100 (68601 — 68700), MNH
279 (68701 — 68979), Henschel & Wegmann
- 8. Serie Z.W. (2-й контракт) (Pz.Kpfw. III Ausf. J) — 823, (1941—1942 годы) в том числе:

113 (72001 — 72082, в диапазоне 72083 — 72208), Daimler-Benz
152 (72401 — 72506, в диапазоне 72507 — 72633), MAN
113 (72801 — 72873, в диапазоне 72874 — 73027), Miag
154 (73201 — 73284, в диапазоне 73285 — 73387), MNH
167 (73601 — 73767), Henschel & Wegmann
124 (73901 — 74012, в диапазоне 74013 — 74069), Alkett
Panzerkampfwagen III (Sd.Kfz. 141/1)
- 8. Serie Z.W. (2-й контракт) (Pz.Kpfw. III Ausf. J/L) — 951, (1941—1942 годы) в том числе:

212 (в диапазоне 72083 — 72208, 72209 — 72325), Daimler-Benz
173 (в диапазоне 72507 — 72633, 72634 — 72725), MAN
212 (в диапазоне 72874 — 73027, 73028 — 73125), Miag
171 (в диапазоне 73285 — 73387, 73388 — 73525), MNH
107 (в диапазоне 73768 — 73900), Henschel & Wegmann
76 (в диапазоне 74013 — 74069, 74070 — 74100), Alkett

#### Pz.Kpfw. III Ausf. L
Появление следующего варианта Pz.Kpfw. III связано с попыткой установки на Ausf. J башни танка Pz.Kpfw. IV Ausf.G с длинноствольной 75-мм пушкой. Но башня от «четвёрки» в корпус «тройки» не совмещалась по ширине, поэтому стали выпускать новую серию танков с прежним вооружением. С июня по ноябрь 1942 года было изготовлено 519 танков модификации L. Танки получили модернизированную маск-установку, одновременно выполнявшую функцию противовеса 50-мм пушки. Лобовую броню вновь усилили 20-мм плитой, имевшей вырезы под приборы наблюдения механика-водителя и курсовой пулемёт. Были ликвидированы смотровой лючок заряжающего в бронировке пушки и смотровые щели в бортах башни. Масса танка возросла до 22,7 т. Машины, предназначавшиеся для Африканского корпуса, получили более мощную систему охлаждения двигателя. Кроме того, воздух для него поступал из боевого отделения через усиленные воздушные фильтры. Также было сокращено число люков в надмоторной крыше. Один Ausf. L в опытном порядке вооружили 50-мм противотанковой пушкой PaK. 38.
- 8. Serie Z.W. (3-й контракт) (Pz.Kpfw. III Ausf. L) — 519, (1942 год) в том числе:

150 (74101 — 74250), Alkett
20 (74341 — 74350, 75221 — 75230), Daimler-Benz
180 (74351 — 74530), MAN
110 (74601 — 74691, 74850, 76361 — 76378), Miag
20 (74851 — 74856, 74987 — 75000), MNH
39 (в диапазоне 75237 — 75370), Henschel & Wegmann

#### Pz.Kpfw. III Ausf. M
Последняя модификация Pz.Kpfw. III, вооружённая 50-мм пушкой. Всего выпустили 517 танков. Ещё 167 изготовили в варианте Pz.Kpfw. III Ausf. N, а 100 — как огнемётные танки Pz.Kpfw. III (Fl). Танки модификации М, выпускавшиеся с сентября 1942 по февраль 1943 года, незначительно отличались от Ausf. L. Так, на бортах башни установили по три мортирки для запуска 90-миллиметровых дымовых гранат. Эвакуационные люки в бортах корпуса ликвидировали, что позволило увеличить боекомплект пушки с 84 до 98 выстрелов. Выхлопное оборудование приспособлено для преодоления без подготовки бродов глубиной до 1,3 м (предыдущие версии «тройки» могли преодолевать брод глубиной до 0,8 м). Фары перенесли с лобового листа на крылья. Танки Ausf. M получили кронштейны для крепления противокумулятивных экранов, установку зенитного пулемёта на командирской башенке и некоторые другие усовершенствования.
- 8. Serie Z.W. (3-й и 4-й контракты) (Pz.Kpfw. III Ausf. M) — 517, (1942—1943 годы) в том числе:

86 (74531 — 74600, 76111 — 76126), MAN
168 (75001 — 75100, 76211 — 76278), MNH
60 (75371 — 75430), Wegmann
193 (76401 — 76528, 77544 — 77608), Miag
10 (77534 — 77543), Daimler-Benz

#### Pz.Kpfw. III Ausf. N
Последняя модификация Pz.Kpfw. III в качестве линейного танка. При изготовлении танков этой версии использовали корпуса и башни танков модификаций L и М. В июле — октябре 1942 собрали 447 танков на шасси Ausf. L, в феврале — августе 1943 года последние 167 машин на шасси Ausf.М. Ещё 69 с июля 1943 по март 1944 года были переделаны в Ausf. N на заводах при ремонте Pz.Kpfw. III из модификаций с пушкой 5 cm L/42. Наиболее важным изменением стала установка 75-мм пушки Kw.K. 37 с длиной ствола 24 калибра, аналогичной применявшейся на танках Pz.Kpfw. IV Ausf. А — F1. От танков Pz.Kpfw. IV поздних модификаций позаимствовали и командирскую башенку с одностворчатым люком и толщиной брони 100 мм. В остальном Ausf. N были подобны машинам двух предшествующих модификаций. Боевая масса достигла 23 т.
- Pz.Kpfw. III Ausf. N (2-й, 3-й и 4-й контракты) — 614, в том числе:

26 (в диапазоне 73857 — 73900), Wegmann, Pz.Kpfw. III Ausf. N(L), 1942 год
101 (в диапазоне 75231 — 75339), Wegmann, Pz.Kpfw. III Ausf. N(L), 1942 год
180 (74692 — 74849, 76379 — 76400), Miag, Pz.Kpfw. III Ausf. N(L), 1942 год
130 (74857 — 74986), MNH, Pz.Kpfw. III Ausf. N(L), 1942 год
10 (75211 — 75220), Daimler-Benz, Pz.Kpfw. III Ausf. N(L), 1942 год
82 (76279 — 76360), MNH, Pz.Kpfw. III Ausf. N(M), 1943 год
85 (77709 — 77793), Miag, Pz.Kpfw. III Ausf. N(M), 1943 год

## Серийное производство
Произвести разбивку производства танков по заводам в полном объёме невозможно, поскольку значимая часть документов не сохранилась.
| Модель         | Производитель | 1937 | 1938 | 1939 | 1940 | Всего |
| -------------- | ------------- | ---- | ---- | ---- | ---- | ----- |
| Pz.Kpfw. III A | Daimler-Benz  | 10   |      |      |      | 10    |
| Pz.Kpfw. III B | Daimler-Benz  | 10   |      |      |      | 10    |
| Pz.Kpfw. III C | Daimler-Benz  | 3    | 12   |      |      | 15    |
| Pz.Kpfw. III D | Daimler-Benz  |      | 25   |      | 5    | 30    |
| Pz.Kpfw. III E | Daimler-Benz  |      | 1    | 40   |      | 41    |
| Pz.Kpfw. III E | MAN           |      |      | 55   |      | 55    |
| Pz.Kpfw. III F | Daimler-Benz  |      |      | 7    | 38   | 45    |
| Pz.Kpfw. III F | Henschel      |      |      | 50   | 120  | 170   |
| Pz.Kpfw. III F | MAN           |      |      | 44   | 52   | 96    |
| Pz.Kpfw. III F | Miag          |      |      | 10   | 50   | 60    |
| Pz.Kpfw. III F | FAMO          |      |      |      | 28   | 28    |
| Pz.Kpfw. III G | Daimler-Benz  |      |      |      | 9    | 9     |
| Pz.Kpfw. III G | Henschel      |      |      |      | 64   | 64    |
| Pz.Kpfw. III G | Wegmann       |      |      |      | 9    | 9     |
| Pz.Kpfw. III G | Miag          |      |      |      | 13   | 13    |
| Pz.Kpfw. III G | Alkett        |      |      |      | 8    | 8     |
| Всего          | Всего         | 23   | 38   | 206  | 396  | 663   |

| Год   | Модель         | янв.  | фев.  | март  | апр.  | май   | июнь  | июль  | авг.  | сен.  | окт.  | ноя.  | дек.  | Всего |
| ----- | -------------- | ----- | ----- | ----- | ----- | ----- | ----- | ----- | ----- | ----- | ----- | ----- | ----- | ----- |
| 1937  | Pz.Kpfw. III A |       |       |       |       |       | 10    | 10    | 10    | 10    |       |       |       | 10    |
| 1937  | Pz.Kpfw. III B |       |       |       |       |       |       |       |       | 2     | 6     | 6     | 2     | 10    |
| 1937  | Pz.Kpfw. III C |       |       |       |       |       |       |       |       |       |       |       | 3     | 3     |
| 1937  | Всего          | Всего | Всего | Всего | Всего | Всего | Всего | Всего | Всего | Всего | Всего | Всего | Всего | 23    |
| 1938  | Pz.Kpfw. III C | 2     | 10    | 10    |       |       |       |       |       |       |       |       |       | 12    |
| 1938  | Pz.Kpfw. III D |       | 7     | 7     | 14    | 14    | 14    | 4     |       |       |       |       |       | 25    |
| 1938  | Pz.Kpfw. III E |       |       |       |       |       |       |       |       |       |       |       | 1     | 1     |
| 1938  | Всего          | Всего | Всего | Всего | Всего | Всего | Всего | Всего | Всего | Всего | Всего | Всего | Всего | 38    |
| 1939  | Pz.Kpfw. III E | 2     | 2     |       | 2     | 4     | 8     | 11    | 20    | 40    | 40    | 35    | 42    | 95    |
| 1939  | Pz.Kpfw. III F |       |       |       |       |       |       |       |       | 40    | 40    | 35    | 42    | 111   |
| 1939  | Всего          | Всего | Всего | Всего | Всего | Всего | Всего | Всего | Всего | Всего | Всего | Всего | Всего | 206   |
| 1940  | Pz.Kpfw. III D |       |       |       |       |       |       |       |       |       | 5     |       |       | 5     |
| 1940  | Pz.Kpfw. III F | 42    | 49    | 45    | 36    | 36    | 37    | 43    |       |       |       |       |       | 288   |
| 1940  | Pz.Kpfw. III G |       |       | 6*    | 15    | 29    | 21    | 24    | 3     | 5     |       |       |       | 103*  |
| 1940  | Всего          | Всего | Всего | Всего | Всего | Всего | Всего | Всего | Всего | Всего | Всего | Всего | Всего | 396   |
| Итого | Итого          | Итого | Итого | Итого | Итого | Итого | Итого | Итого | Итого | Итого | Итого | Итого | Итого | 663   |

*6 из них были переделаны в StuG. III Ausf. A.
11 октября 1940 года с пятью фирмами был заключён контракт на перевооружение 205 ранее выпущенных танков с пушки 3,7 сm Kw.K. L/45 на 5 сm Kw.K. L/42. Для опытных работ на фирмы так же передавались 6 надстроек и башен, оставшихся после переделки Pz.Kpfw. III Ausf. G в StuG. III Ausf. A. Модернизации подвергались машины только 4. и 5. Serie Z.W. Вскоре контракт был уменьшен до 200 танков (по 40 на фирму).
К 1 июня 1941 года перевооружение прошёл 161 танк и 11 должны быть закончены к концу июня.
Всего модернизации подверглись 424 танка:
1940 — 53 (из них 39 на заводе до передачи в войска)
1941—285
1942 — 85
1943 — 1
| Модель         | Производитель | 1940 | 1941 | 1942 | Всего |
| -------------- | ------------- | ---- | ---- | ---- | ----- |
| Pz.Kpfw. III F | Alkett        |      | 36   |      | 36    |
| Pz.Kpfw. III G | Daimler-Benz  | 51   |      |      | 51    |
| Pz.Kpfw. III G | MAN           | 90   |      |      | 90    |
| Pz.Kpfw. III G | Miag          | 67   |      |      | 67    |
| Pz.Kpfw. III G | FAMO          | 15   |      |      | 15    |
| Pz.Kpfw. III G | Henschel      | 14   |      |      | 14    |
| Pz.Kpfw. III G | Wegmann       | 67   | 1    |      | 68    |
| Pz.Kpfw. III G | MNH           | 85   | 107  |      | 50    |
| Pz.Kpfw. III G | Alkett        | 85   | 107  |      | 142   |
| Pz.Kpfw. III H | Daimler-Benz  | 33   | 17   |      | 50    |
| Pz.Kpfw. III H | MAN           | 30   | 68   |      | 98    |
| Pz.Kpfw. III H | Miag          | 2    | 70   |      | 72    |
| Pz.Kpfw. III H | Henschel      | 10   | 31   |      | 41    |
| Pz.Kpfw. III H | Wegmann       | 2    | 23   |      | 25    |
| Pz.Kpfw. III J | Daimler-Benz  |      | 236  | 11   | 247   |
| Pz.Kpfw. III J | MAN           |      | 257  | 28   | 285   |
| Pz.Kpfw. III J | Miag          |      | 229  | 17   | 246   |
| Pz.Kpfw. III J | Henschel      |      | 97   | 30   | 127   |
| Pz.Kpfw. III J | Wegmann       |      | 171  | 148  | 319   |
| Pz.Kpfw. III J | Alkett        |      | 124  |      | 124   |
| Pz.Kpfw. III J | MNH           |      | 206  | 46*  | 252*  |
| Всего          | Всего         | 466  | 1673 | 280  | 2419  |

*Кроме того были выпущены ещё 2 танка, которые Заказчиком не принимались.
| Год   | Модель         | янв.  | фев.  | март  | апр.  | май   | июнь  | июль  | авг.  | сен.  | окт.  | ноя.  | дек.  | Всего |
| ----- | -------------- | ----- | ----- | ----- | ----- | ----- | ----- | ----- | ----- | ----- | ----- | ----- | ----- | ----- |
| 1940  | Pz.Kpfw. III G |       |       |       |       |       |       | 17    | 84    | 86    | 79    | 61    | 62    | 389   |
| 1940  | Pz.Kpfw. III H |       |       |       |       |       |       |       |       |       | 16    | 21    | 40    | 77    |
| 1940  | Всего          | Всего | Всего | Всего | Всего | Всего | Всего | Всего | Всего | Всего | Всего | Всего | Всего | 466   |
| 1941  | Pz.Kpfw. III F |       |       | 18    | 15    | 3     |       |       |       |       |       |       |       | 36    |
| 1941  | Pz.Kpfw. III G | 23    | 50    | 10    | 25    |       |       |       |       |       |       |       |       | 108   |
| 1941  | Pz.Kpfw. III H | 65    | 60    | 60    | 24    |       |       |       |       |       |       |       |       | 209   |
| 1941  | Pz.Kpfw. III J |       |       | 2     | 60    | 140   | 133   | 127   | 179   | 178   | 164   | 206   | 131   | 1320  |
| 1941  | Всего          | Всего | Всего | Всего | Всего | Всего | Всего | Всего | Всего | Всего | Всего | Всего | Всего | 1673  |
| 1942  | Pz.Kpfw. III J | 95    | 60    | 47    | 48    | 30    |       |       |       |       |       |       |       | 280*  |
| Итого | Итого          | Итого | Итого | Итого | Итого | Итого | Итого | Итого | Итого | Итого | Итого | Итого | Итого | 2419  |

*Кроме того были выпущены ещё 2 танка, которые Заказчиком не принимались.
| Модель           | Производитель | 1941 | 1942 | 1943 | Всего |
| ---------------- | ------------- | ---- | ---- | ---- | ----- |
| Pz.Kpfw. III J/L | Daimler-Benz  | 3    | 229  |      | 232   |
| Pz.Kpfw. III J/L | MAN           | 13   | 340  |      | 353   |
| Pz.Kpfw. III J/L | Miag          | 10   | 311* |      | 321*  |
| Pz.Kpfw. III J/L | Henschel      |      | 30   |      | 30    |
| Pz.Kpfw. III J/L | Wegmann       |      | 116  |      | 116   |
| Pz.Kpfw. III J/L | Alkett        | 11   | 215  |      | 226   |
| Pz.Kpfw. III J/L | MNH           | 3    | 188  |      | 191   |
| Pz.Kpfw. III M   | Daimler-Benz  |      | 10   |      | 10    |
| Pz.Kpfw. III M   | MAN           |      | 75   | 11   | 86    |
| Pz.Kpfw. III M   | Miag          |      | 193  |      | 193   |
| Pz.Kpfw. III M   | Wegmann       |      | 59   | 1    | 60    |
| Pz.Kpfw. III M   | MNH           |      | 112  | 56   | 168   |
| Всего            | Всего         | 40   | 1878 | 68   | 1986  |

*Кроме того был выпущен один танк, который Заказчиком не принимался.
| Год   | Модель           | янв.  | фев.  | март  | апр.  | май   | июнь  | июль  | авг.  | сен.  | окт.  | ноя.  | дек.  | Всего |
| ----- | ---------------- | ----- | ----- | ----- | ----- | ----- | ----- | ----- | ----- | ----- | ----- | ----- | ----- | ----- |
| 1941  | Pz.Kpfw. III J/L |       |       |       |       |       |       |       |       |       |       |       | 40    | 40    |
| 1942  | Pz.Kpfw. III J/L | 64    | 156   | 197   | 198   | 216   | 79    |       |       |       |       |       |       | 910*  |
| 1942  | Pz.Kpfw. III L   |       |       |       |       |       | 149   | 139   | 90    | 67    | 46*   | 28    |       | 519   |
| 1942  | Pz.Kpfw. III M   |       |       |       |       |       |       |       |       | 8     | 70    | 150   | 221   | 449   |
| 1943  | Pz.Kpfw. III M   | 46    | 22    |       |       |       |       |       |       |       |       |       |       | 68    |
| Итого | Итого            | Итого | Итого | Итого | Итого | Итого | Итого | Итого | Итого | Итого | Итого | Итого | Итого | 1986  |

*Кроме того был выпущен один танк, который Заказчиком не принимался.
| Производитель | 1942 | 1943 | Всего |
| ------------- | ---- | ---- | ----- |
| Daimler-Benz  | 10   |      | 10    |
| Miag          | 180  | 85   | 265   |
| Wegmann       | 127  |      | 127   |
| MNH           | 130  | 82   | 212   |
| Всего         | 447  | 167  | 614   |

| Год   | Модель                          | янв.  | фев.  | март  | апр.  | май   | июнь  | июль  | авг.  | сен.  | окт.  | ноя.  | дек.  | Всего |
| ----- | ------------------------------- | ----- | ----- | ----- | ----- | ----- | ----- | ----- | ----- | ----- | ----- | ----- | ----- | ----- |
| 1942  | Pz.Kpfw. III N (Pz.Kpfw. III L) |       |       |       |       |       |       | 92    | 141   | 142   | 72    |       |       | 447   |
| 1943  | Pz.Kpfw. III N (Pz.Kpfw. III M) |       | 12    | 35    | 46    | 43    | 11    |       | 20    |       |       |       |       | 167   |
| Итого | Итого                           | Итого | Итого | Итого | Итого | Итого | Итого | Итого | Итого | Итого | Итого | Итого | Итого | 614   |

Однако остаётся неясной картина с тремя танками (два 5 cm Kw.K. L/42 и один 5 cm Kw.K. L/60). Они были выпущены, но в выше указанные цифры (а это данные Военной приёмки) они не включены. Для каких целей были использованы — не известно.
| Год  | Модель         | Производитель | 2  | 3  | 4 | Всего |
| ---- | -------------- | ------------- | -- | -- | - | ----- |
| 1943 | Pz.Kpfw. III M | Miag          | 65 | 34 | 1 | 100   |

| Год   | Модель               | Производитель | янв.  | фев.  | март  | апр.  | май   | июнь  | июль  | авг.  | сен.  | окт.  | ноя.  | дек.  | Всего |
| ----- | -------------------- | ------------- | ----- | ----- | ----- | ----- | ----- | ----- | ----- | ----- | ----- | ----- | ----- | ----- | ----- |
| 1938  | gr Pz.Bef.Wg. III D1 | Daimler-Benz  |       |       |       |       |       |       |       |       |       | 20    | 20    | 6     | 26    |
| 1939  | gr Pz.Bef.Wg. III D1 | Daimler-Benz  |       |       | 4     |       |       |       |       |       |       |       |       |       | 4     |
| 1939  | gr Pz.Bef.Wg. III E  | Daimler-Benz  |       |       |       |       |       |       | 3     | 5     | 7     | 10    | 8     | 7     | 40    |
| 1940  | gr Pz.Bef.Wg. III E  | Daimler-Benz  | 4     | 1     |       |       |       |       |       |       |       |       |       |       | 5     |
| 1940  | gr Pz.Bef.Wg. III H  | Daimler-Benz  |       |       |       |       |       |       |       |       |       |       | 2     | 27    | 29    |
| 1941  | gr Pz.Bef.Wg. III H  | Daimler-Benz  | 16    | 20    | 24    | 22    | 14    | 5     | 13    |       | 2     |       |       | 16    | 132   |
| 1942  | gr Pz.Bef.Wg. III H  | Daimler-Benz  | 14    |       |       |       |       |       |       |       |       |       |       |       | 14    |
| 1942  | gr Pz.Bef.Wg. III J  | Henschel/DB*  |       |       |       |       |       |       |       | 41    | 12    | 27    | 1     |       | 81    |
| 1942  | gr Pz.Bef.Wg. III K  | Daimler-Benz  |       |       |       |       |       |       |       |       |       |       |       | 36    | 36    |
| 1943  | gr Pz.Bef.Wg. III K  | Daimler-Benz  | 13    | 1     |       |       |       |       |       |       |       |       |       |       | 14    |
| Итого | Итого                | Итого         | Итого | Итого | Итого | Итого | Итого | Итого | Итого | Итого | Итого | Итого | Итого | Итого | 381   |

Танки были выпущены фирмой Henschel, дооборудование производила фирма Daimler-Benz.
Таким образом всего было выпущено 6160 танков, включая 100 огнемётных и 381 командирский.
| Производство различных модификаций Pz.Kpfw. III в период 1937—1943 гг. |             |            |
| Модификация                                                            | Период      | Количество |
| Pz.Kpfw. III Ausf. A                                                   | 1937        | 10         |
| Pz.Kpfw. III Ausf. B                                                   | 1937        | 10         |
| Pz.Kpfw. III Ausf. C                                                   | 1937—1938   | 15         |
| Pz.Kpfw. III Ausf. D                                                   | 1938 — 1940 | 30         |
| Pz.Kpfw. III Ausf. E                                                   | 1938—1939   | 96         |
| Pz.Kpfw. III Ausf. F                                                   | 1939—1941   | 435        |
| Pz.Kpfw. III Ausf. G                                                   | 1940—1941   | 600        |
| Pz.Kpfw. III Ausf. H                                                   | 1940—1941   | 286        |
| Pz.Kpfw. III Ausf. J                                                   | 1941—1942   | 1602       |
| Pz.Kpfw. III Ausf. J/L                                                 | 1941—1942   | 1470       |
| Pz.Kpfw. III Ausf. M                                                   | 1942—1943   | 517        |
| Pz.Kpfw. III Ausf. N                                                   | 1942—1943   | 614        |

#### Модификации
Tauch Panzer III — танк подводного хода; в ходе подготовки к высадке на Британские острова (операция Seelöwe — «Морской лев») весной 1940 фирма Alkett получила контракт на переоборудование 200 танков в «ныряющие танки». К середине августа были переделаны 128 Pz.Kpfw. III Ausf. F, G (3,7 cm Kw.K.), 20 Pz.Kpfw. III Ausf. G (5 cm Kw.K. L/42), 4 командирских Pz.Bеf.Wg. III Ausf. E и 48 Pz.Kpfw. IV Ausf. D, которые оснастили оборудованием подводного хода. Все люки и щели в башне и корпусе загерметизировали с помощью разного рода резиновых прокладок и чехлов, а также битумной замазки. Воздух в танк подавался через резинотканевый рукав длиной 18 м и диаметром 200 мм. На внешнем конце рукава крепился поплавок, удерживавший его на поверхности воды. К этому же поплавку крепилась радиоантенна. Для откачки воды, которая могла бы поступать в танк, был установлен дополнительный откачивающий насос. При подводном движении двигатель танка охлаждался морской водой. Члены экипажа имели в своём распоряжении индивидуальные дыхательные средства, заимствованные у подводников. Переоборудованные таким образом танки, получившие название Tauchpanzer III, должны были доставляться к берегам Англии на специальных баржах и на 15-м глубине опускаться в воду с помощью крана. Для выдерживания направления движения под водой предназначался гирокомпас. Кроме того, корректировка направления могла осуществляться по радио с поверхности моря. Из танков подводного хода Pz.Kpfw. III и Pz.Kpfw. IV и плавающих танков Pz.Kpfw. II (52 Pz.Kpfw. II mit Schwimmer) сформировали четыре танковых батальона: Tauch-Panzer-Abteilung A-D. Каждый из них состоял из штаба и трёх танковых рот. Всего в батальоне числилось 1 Pz.Bef.Wg. (T), 12 Pz.Kpfw. II (2 сm) (S), 33 Pz.Kpfw. III (3.7 сm) (T), 5 Pz.Kpfw. III (5 сm) и 12 Pz.Kpfw. IV (7.5 сm) (T). Однако батальон D получил только 29 Pz.Kpfw. III (3.7 сm) (T). 11 ноября 1940 года батальоны объединили в Panzer-Brigade 1 в составе Panzer-Regiment 18 и 28. 9 января 1941 бригаду включили в состав вновь сформированной 18.Panzer-Division и переименовали в Panzer-Brigade 18. При этом 28-й танковый полк расформировывался, а II.Abt./Pz.Rgt.28 (бывший Tauсh-Panzer-Abteilung D) передавался в 3.Panzer-Division и переименовывался в III.Abt./Pz.Rgt.6. Эти части проходили подготовку на полигоне Миловицы в Протекторате Богемии и Моравии. Поскольку высадка на берега «Туманного Альбиона» не состоялась, Tauchpanzer III перебросили на восток. В первые часы операции «Барбаросса» они по дну форсировали Западный Буг. В дальнейшем их использовали как обычные танки. Ещё раз применить эти машины по назначению планировалось при подготовке десантной операции на Мальту, но операция не состоялась.

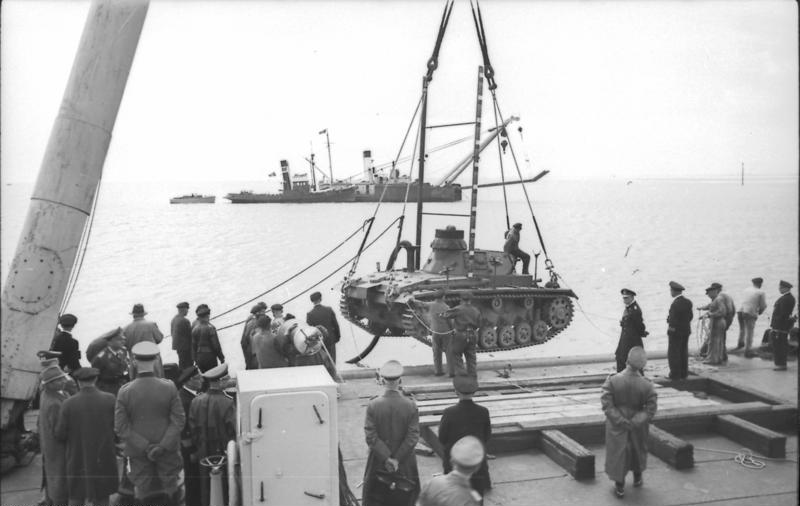
Подготовка операции «Морской лев». Погрузка основного немецкого танка Pz.Kpfw. III в его версии Tauchpanzer III, для возможности подводного хода.

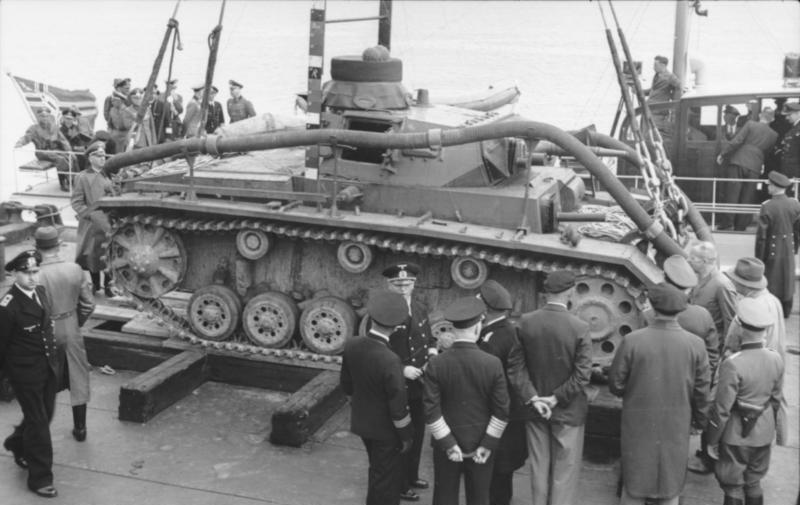
Подготовка операции «Морской лев». Погрузка основного немецкого танка Pz.Kpfw. III в его версии Tauchpanzer III, для возможности подводного хода.

Но на этом история с Tauсhpanzer не закончилась. В начале 1941 была заказана переделка ещё 105 танков (полковой комплект) — 6 Pz.Bef.Wg. III Ausf. H, 71 Pz.Kpfw. III Ausf. G/H (5 cm) и 28 Pz.Kpfw. IV Ausf. E. Контракт был выполнен к маю 1941. Если Pz.Bef.Wg. III Ausf. H передали в 18.Panzer-Division, то остальные танки поступили в 4., 10., 14. и 17.Panzer-Division. В 4-й дивизии Pz.Kpfw.III (T) оснастили 2-ю и 5-ю роты, а Pz.Kpfw. IV (T) — 4-ю роту. В 10-й Pz.Kpfw. III (T) включили в 3-ю роту, а Pz.Kpfw. IV (T) — 1-й взвод 4-й роты. В 17-й дивизии Pz.Kpfw. III (T) получила одна из лёгких рот, а Pz.Kpfw. IV (T) — 1-й взвод 3-й роты и 6-я рота. Так же эти танки имелись в 14-й дивизии: один взвод Pz.Kpfw. III (T) в одной из лёгких рот, а Pz.Kpfw. IV (T) был оснащён один взвод в 4-й или 8-й средних ротах.
- 20 октября 1943 года Гитлеру продемонстрировали танк Pz.Kpfw. III Ausf. N, приспособленный для езды по рельсам, — своего рода бронедрезину. Машину разработала венская фирма Saurer. Движение по рельсам на четырёх железнодорожных скатах небольшого диаметра. Ходовая часть танка несколько переделана, чтобы скаты могли убираться при переходе на гусеничный ход. Крутящий момент отбирался от двигателя. Всё штатное вооружение сохранялось без изменений. Скорость при движении по рельсам до 100 км/ч. Железнодорожный танк — Schienen-Ketten Fahrzeug SK1 — предполагалось использовать для охраны железных дорог и ввести в штат бронепоездов. В конце 1942 — начале 1943 г. изготовили 2 или 3 прототипа. Но, несмотря на успешные испытания, производство их не было развёрнуто.[16]

## Тактико-технические характеристики

### ТТХ ранних модификаций Pz.Kpfw. III
| ТТХ ранних модификаций Pz.Kpfw. III  |                             |                             |                             |                             |                             |                                       |                             |
|                                      | Pz.Kpfw. III Ausf. A        | Pz.Kpfw. III Ausf. B        | Pz.Kpfw. III Ausf. C        | Pz.Kpfw. III Ausf. D        | Pz.Kpfw. III Ausf. E        | Pz.Kpfw. III Ausf. F                  | Pz.Kpfw. III Ausf. G        |
| Размеры                              |                             |                             |                             |                             |                             |                                       |                             |
| Боевая масса, т                      | 15,4                        | 15,9                        | 16,0                        | 16,0                        | 19,5                        | 19,8                                  | 20,3                        |
| Длина, м                             | 5,69                        | 5,67                        | 5,85                        | 5,92                        | 5,38                        | 5,38                                  | 5,41                        |
| Ширина, м                            | 2,81                        | 2,81                        | 2,82                        | 2,82                        | 2,91                        | 2,91                                  | 2,95                        |
| Высота, м                            | 2,34                        | 2,39                        | 2,42                        | 2,42                        | 2,44                        | 2,44                                  | 2,44                        |
| Бронирование, мм                     |                             |                             |                             |                             |                             |                                       |                             |
| Лоб корпуса                          | 15                          | 15                          | 15                          | 15                          | 30                          | 30                                    | 30                          |
| Борта и корма корпуса                | 15                          | 15                          | 15                          | 15                          | 21—30                       | 21—30                                 | 30                          |
| Лоб башни                            | 15                          | 15                          | 15                          | 15                          | 30                          | 30                                    | 30—37                       |
| Борта и корма башни                  | 15                          | 15                          | 15                          | 15                          | 30                          | 30                                    | 30                          |
| Крыша                                | 10                          | 10                          | 10                          | 10                          | 12—17                       | 12—17                                 | 12—17                       |
| Днище                                | 5                           | 5                           | 5                           | 5                           | 16                          | 16                                    | 16                          |
| Вооружение                           |                             |                             |                             |                             |                             |                                       |                             |
| Пушка                                | 1 × 37-мм Kw.K. 36          | 1 × 37-мм Kw.K. 36          | 1 × 37-мм Kw.K. 36          | 1 × 37-мм Kw.K. 36          | 1 × 37-мм Kw.K. 36          | 1 × 37-мм Kw.K. 36 или 50-мм Kw.K. 38 | 1 × 50-мм Kw.K. 38          |
| Пулемёты                             | 3 × 7,92-мм MG. 34          | 3 × 7,92-мм MG. 34          | 3 × 7,92-мм MG. 34          | 3 × 7,92-мм MG. 34          | 3 × 7,92-мм MG. 34          | 3 × 7,92-мм MG. 34                    | 2 × 7,92-мм MG. 34          |
| Боекомплект, выстрелов / патронов    | 150 / 4500                  | 121 / 4500                  | 121 / 4500                  | 121 / 4500                  | 131 / 4500                  | 131 / 4500                            | 99 / 2700                   |
| Подвижность                          |                             |                             |                             |                             |                             |                                       |                             |
| Двигатель                            | Maybach HL 108TR 250 л. с.  | Maybach HL 108TR 250 л. с.  | Maybach HL 108TR 250 л. с.  | Maybach HL 108TR 250 л. с.  | Maybach HL 120TR 300 л. с.  | Maybach HL 120TRM 300 л. с.           | Maybach HL 120TRM 300 л. с. |
| Коробка передач                      | ZF SSG.75 5 вперёд, 1 назад | ZF SSG.75 5 вперёд, 1 назад | ZF SSG.75 5 вперёд, 1 назад | ZF SSG.76 6 вперёд, 1 назад | ZF SSG.77 6 вперёд, 1 назад | ZF SSG.77 6 вперёд, 1 назад           | ZF SSG.77 6 вперёд, 1 назад |
| Удельная мощность, л. с./т           | 16,2                        | 15,7                        | 15,6                        | 15,6                        | 15,4                        | 15,2                                  | 14,8                        |
| Максимальная скорость по шоссе, км/ч | 35                          | 35                          | 35                          | 35                          | 40                          | 40                                    | 40                          |
| Средняя скорость по просёлку, км/ч   | 18                          | 18                          | 18                          | 18                          | 18                          | 18                                    | 18                          |
| Запас хода по шоссе, км              | 165                         | 165                         | 165                         | 165                         | 165                         | 165                                   | 165                         |
| Запас хода по просёлку, км           | 95                          | 95                          | 95                          | 95                          | 95                          | 95                                    | 95                          |
| Удельное давление на грунт, кг/см²   | 0,63                        | н/д                         | н/д                         | н/д                         | 0,95                        | 0,95                                  | 0,95                        |
| Преодолеваемый ров, м                | 2,7                         | 2,3                         | 2,3                         | 2,3                         | 2,0                         | 2,0                                   | 2,0                         |
| Преодолеваемая стенка, м             | 0,6                         | 0,6                         | 0,6                         | 0,6                         | 0,6                         | 0,6                                   | 0,6                         |
| Преодолеваемый брод, м               | 0,8                         | 0,8                         | 0,8                         | 0,8                         | 0,8                         | 0,8                                   | 0,8                         |

### ТТХ поздних модификаций Pz.Kpfw. III
| ТТХ поздних модификаций Pz.Kpfw. III |                             |                             |                             |                             |                             |                             |
|                                      | Pz.Kpfw. III Ausf. H        | Pz.Kpfw. III Ausf. J        | Pz.Kpfw. III Ausf. J1       | Pz.Kpfw. III Ausf. L        | Pz.Kpfw. III Ausf. M        | Pz.Kpfw. III Ausf. N        |
| Размеры                              |                             |                             |                             |                             |                             |                             |
| Боевая масса, т                      | 21,8                        | 21,5                        | 21,5                        | 22,7                        | 22,7                        | 23,0                        |
| Длина, м                             | 5,41                        | 5,52                        | 5,52 / 6,28                 | 5,52 / 6,28                 | 5,52 / 6,41                 | 5,52                        |
| Ширина, м                            | 2,95                        | 2,95                        | 2,95                        | 2,95                        | 2,95                        | 2,95                        |
| Высота, м                            | 2,44                        | 2,50                        | 2,50                        | 2,50                        | 2,50                        | 2,50                        |
| Бронирование, мм                     |                             |                             |                             |                             |                             |                             |
| Лоб корпуса                          | 30+30                       | 50                          | 50                          | 50+20                       | 50+20                       | 50+20                       |
| Борта и корма корпуса                | 30 и 30                     | 30 и 50                     | 30 и 50                     | 30 и 50                     | 30 и 50                     | 30 и 50                     |
| Лоб башни                            | 30—37                       | 30—50                       | 30—50                       | 57—50+20                    | 57—50+20                    | 57—50+20                    |
| Борта и корма башни                  | 30                          | 30                          | 30                          | 30                          | 30                          | 30                          |
| Крыша                                | 10—17                       | 10—17                       | 10—17                       | 10—18                       | 10—18                       | 10—18                       |
| Днище                                | 16                          | 16                          | 16                          | 16                          | 16                          | 16                          |
| Вооружение                           |                             |                             |                             |                             |                             |                             |
| Пушка                                | 1 × 50-мм Kw.K. 38          | 1 × 50-мм Kw.K. 38          | 1 × 50-мм Kw.K. 39          | 1 × 50-мм Kw.K. 39          | 1 × 50-мм Kw.K. 39          | 1 × 75-мм Kw.K. 37          |
| Пулемёты                             | 2 × 7,92-мм MG. 34          | 2 × 7,92-мм MG. 34          | 2 × 7,92-мм MG. 34          | 2 × 7,92-мм MG. 34          | 2 × 7,92-мм MG. 34          | 2 × 7,92-мм MG. 34          |
| Боекомплект, выстрелов / патронов    | 99 / 2700                   | 99 / 2700                   | 84 / 2700                   | 92 / 4950                   | 92 / 3750                   | 56 / 3450                   |
| Подвижность                          |                             |                             |                             |                             |                             |                             |
| Двигатель                            | Maybach HL 120TRM 300 л. с. | Maybach HL 120TRM 300 л. с. | Maybach HL 120TRM 300 л. с. | Maybach HL 120TRM 300 л. с. | Maybach HL 120TRM 300 л. с. | Maybach HL 120TRM 300 л. с. |
| Коробка передач                      | ZF SSG.77 6 вперёд, 1 назад | ZF SSG.77 6 вперёд, 1 назад | ZF SSG.77 6 вперёд, 1 назад | ZF SSG.77 6 вперёд, 1 назад | ZF SSG.77 6 вперёд, 1 назад | ZF SSG.77 6 вперёд, 1 назад |
| Удельная мощность, л. с./т           | 13,8                        | 14,0                        | 14,0                        | 13,2                        | 13,2                        | 13,0                        |
| Максимальная скорость по шоссе, км/ч | 40                          | 40                          | 40                          | 40                          | 40                          | 40                          |
| Средняя скорость по просёлку, км/ч   | 18                          | 18                          | 18                          | 18                          | 18                          | 18                          |
| Запас хода по шоссе, км              | 165                         | 155                         | 155                         | 155                         | 155                         | 155                         |
| Запас хода по просёлку, км           | 95                          | 85                          | 85                          | 85                          | 85                          | 85                          |
| Удельное давление на грунт, кг/см²   | 0,94                        | 0,94                        | 0,94                        | 0,98                        | 0,98                        | 1,00                        |
| Преодолеваемый ров, м                | 2,0                         | 2,0                         | 2,0                         | 2,0                         | 2,0                         | 2,0                         |
| Преодолеваемая стенка, м             | 0,6                         | 0,6                         | 0,6                         | 0,6                         | 0,6                         | 0,6                         |
| Преодолеваемый брод, м               | 0,8                         | 0,8                         | 0,8                         | 0,8                         | 1,3                         | 1,3                         |

## Описание конструкции
Pz.Kpfw. III имел компоновку с расположением моторного отделения в кормовой, трансмиссионного отделения — лобовой, а отделения управления и боевого отделения — в средней части танка. Экипаж Pz.Kpfw. III состоял из пяти человек: механика-водителя и стрелка-радиста, находившихся в отделении управления и командира, наводчика и заряжающего, размещавшихся в трёхместной башне.

### Броневой корпус и башня
КОРПУС танка сваривался из катаных броневых листов хромоникелевой стали с поверхностной цементацией. Отдельные части корпуса соединялись болтами и угольниками.
По обе стороны корпуса над вторым и третьим опорными катками в танках модификаций Е — L находились эвакуационные люки. На крыше моторного отделения имелись четыре люка — два больших и два малых — для доступа к агрегатам силовой установки. В днище корпуса имелись люки для спуска воды, бензина и масла и для доступа к двигателю и коробке передач. В передней верхней части бортов корпуса находились лючки для наблюдения со стёклами триплекс, закрывавшиеся броневыми заслонками (у танков Ausf. A — D лючок имелся только слева — у места механика-водителя).
В лобовом листе корпуса слева находился смотровой прибор механика-водителя, включавший в себя стеклоблок триплекс, закрываемый массивной откидной (Ausf. A — D) или сдвижной (Ausf. E — N) заслонкой, и бинокулярный перископический прибор наблюдения KFF 1 (Ausf. A — D) или KFF 2 (Е — N). Последний, при отсутствии в нём необходимости сдвигался вправо, и механик-водитель мог вести наблюдение через стеклоблок.
БАШНЯ — шестигранная, сварная, размещалась симметрично относительно продольной оси танка. В передней части башни, в маске, устанавливались пушка, пулемёт (у модификаций А — G с 37-мм пушкой — два пулемёта) и телескопический прицел. Справа и слева в маске сделаны лючки для наблюдения со стёклами триплекс (у вариантов L — N лючок только слева). Лючки закрывались наружными броневыми заслонками изнутри башни.
Механизм поворота башни механический с двойным приводом, выведенным к заряжающему (справа от пушки) на отъёмную рукоятку и к наводчику (слева от пушки) на маховичок. Кроме этого, имелся рычаг переключения шестерён механизма для ускоренного или замедленного поворота башни.
В задней части крыши башни командирская башенка с люком, закрывавшимся двухстворчатой крышкой. На части машин Ausf. N поздних выпусков устанавливалась командирская башенка, заимствованная у танка Pz.Kpfw. IV Ausf. G, имевшая одностворчатую крышку. Башенка была оборудована восемью (Ausf. A — С) или пятью (D — N) смотровыми щелями со стёклами триплекс.
Для посадки и высадки членов экипажа в бортах башни люки с одностворчатыми и двухстворчатыми (начиная с варианта Е) крышками. В крышках люков и бортах башни присутствовали смотровые приборы (у модификаций L, М и N приборы в бортах башни отсутствовали). Кормовой лист оборудован двумя лючками для стрельбы из личного оружия.

### Вооружение

#### Таблица бронепробиваемости пушек Pz.Kpfw. III
| Таблица бронепробиваемости пушек Pz.Kpfw. III при угле встречи 30°, мм                     |                        |                        |                        |                        |                        |                     |                     |                     |                     |                     |                     |                     |                     |                     |                     |
| Марка пушки                                                                                | 37 mm Kw.K. 35/36 L/45 | 37 mm Kw.K. 35/36 L/45 | 37 mm Kw.K. 35/36 L/45 | 37 mm Kw.K. 35/36 L/45 | 37 mm Kw.K. 35/36 L/45 | 50 mm Kw.K. 38 L/42 | 50 mm Kw.K. 38 L/42 | 50 mm Kw.K. 38 L/42 | 50 mm Kw.K. 38 L/42 | 50 mm Kw.K. 38 L/42 | 50 mm Kw.K. 39 L/60 | 50 mm Kw.K. 39 L/60 | 50 mm Kw.K. 39 L/60 | 50 mm Kw.K. 39 L/60 | 50 mm Kw.K. 39 L/60 |
| Дальность, м                                                                               | 100                    | 500                    | 1000                   | 1500                   | 2000                   | 100                 | 500                 | 1000                | 1500                | 2000                | 100                 | 500                 | 1000                | 1500                | 2000                |
| Panzergranate 39                                                                           | 35                     | 29                     | 22                     | 20                     | —                      | 53                  | 43                  | 32                  | 24                  | —                   | 67                  | 57                  | 44                  | 34                  | —                   |
| Panzergranate 40                                                                           | 64                     | 31                     | —                      | —                      | —                      | 94                  | 55                  | 21                  | —                   | —                   | 130                 | 72                  | 38                  | —                   | —                   |
| Pzgr. 39 — бронебойная граната (снаряд БР); Pzgr. 40 — подкалиберная граната (снаряд БПС). |                        |                        |                        |                        |                        |                     |                     |                     |                     |                     |                     |                     |                     |                     |                     |

#### 3,7 cm Kw.K. модификаций А — G
Основное вооружение танков модификаций А — G — пушка 3,7 cm Kw.K. L/45 фирмы Rheinmetall-Borsig. Длина ствола пушки 45 калибров (1717 мм). Масса пушки 195 кг. Вертикальная наводка от −10° до +20°. Затвор клиновой, вертикальный, полуавтоматический. Спуск электрический. Скорострельность 15-18 выстр/мин.
В боекомплекте пушки выстрелы с бронебойными PzGr. (масса 0,685 кг, начальная скорость 745 м/с), подкалиберными PzGr. 40 (0,368 кг, 1020 м/с) и осколочно-фугасными SprGr. 18 (0,615 кг, 725 м/с) снарядами. Боекомплект из 150 (Ausf. A), 121 (В — D) или 131 выстрела (Е — G).

#### 5 cm Kw.K. 38 L/42 модификаций G — J
Танки модификаций G — J вооружались пушкой 5 cm Kw.K. 38 L/42 калибра 50 мм также разработанной конструкторами фирмы Rheinmetall-Borsig. Длина ствола пушки — 42 калибра (2100 мм). Масса пушки — около 400 кг. Углы вертикального наведения от −10° до +20°. Затвор — вертикально-клиновой с полуавтоматикой копирного типа. Спусковой механизм пушки — электрический, располагался на рукоятке маховика поворотного механизма. Скорострельность 15 выстр./мин. Противооткатные устройства состояли из гидравлического тормоза отката и гидропневматического накатника и располагались по бокам ствола: с правой стороны — тормоз отката, с левой — накатник.
Для стрельбы из пушки Kw.K. 38 использовались унитарные выстрелы с бронебойными снарядами PzGr. и PzGr. 39 (масса 2,06 кг, начальная скорость 685 м/с), подкалиберными PzGr. 40 (0,925 кг, 1050 м/с) и осколочно-фугасными SprGr. 38 (1,823 кг, 450 м/с). Боекомплект танков этих модификаций из 97-99 выстрелов.

#### 5 cm Kw.K. 39 L/60 модификаций J — М
Танки вариантов J — М вооружали пушкой 5 cm Kw.K. 39 L/60. Длина ствола 60 калибров (3000 мм). Масса пушки 435 кг. Тип затвора, принцип действия полуавтоматики, противооткатные устройства, спусковой механизм и многие другие узлы орудия идентичны пушке Kw.K. 38. Основное отличие в большей длине зарядной каморы, связанной с увеличившейся с 288 до 420 мм длиной гильзы.
Для стрельбы использовали выстрелы с бронебойными — PzGr. Kw.K. 39 и PzGr. 39 Kw.K. 39 (масса 2,06 кг, начальная скорость 835 м/с), подкалиберными — PzGr. 40 Kw.K. 39 (0,925 кг, 1190 м/с) и PzGr. 40/1 Kw.K. 39 (1,07 кг, 1130 м/с) и осколочно-фугасными снарядами SprGr. 38 Kw.K. 39 (1,82 кг, 550 м/с). Число выстрелов в боекомплекте от 84 (Ausf. J) до 92 (Ausf. L и М).

#### 7,5 cm Kw.K. 37 Ausf. N
Танки Pz.Kpfw. III Ausf. N вооружали пушкой 7,5 cm Kw.K. 37. Длина ствола 24 калибра (1765,3 мм). Масса пушки 490 кг. Вертикальная наводка от −10° до +20°. Пушка имела вертикальный клиновой затвор и электроспуск. В её боекомплекте выстрелы с бронебойными — KgrRotPz. (масса 6,8 кг, начальная скорость 385 м/с), кумулятивными — Gr. 38Н1/А, Gr. 38Н1/В и Gr. 38Н1/С (4,44…4,8 кг, 450…485 м/с), дымовыми — NbGr. (6,21 кг, 455 м/с) и осколочно-фугасными снарядами (5,73 кг, 450 м/с).

#### Пулемёты
У модификаций А — G с 37-мм пушкой спарены 2 пулемёта MG 34 фирмы Rheinmetall-Borsig калибра 7,92 мм. Третий MG 34 устанавливался в лобовом листе корпуса. Боекомплект пулемётов из 4425 патронов.
У танков вариантов G — М с 50-мм пушкой спарен только один MG 34. Второй в лобовом листе корпуса в шаровой установке Kugelblende 30 (Ausf. E — Н) или Kugelblende 50 (Ausf. J — N). На командирских башенках танков вариантов L — N на устройстве Fliegerbeschutzgerat 41 или 42 можно установить зенитный пулемёт. Боекомплект пулемётов на танках с 50-мм пушками от 2700 до 4950 патронов.

#### Прицелы
Танки с 37-мм пушками с монокулярныe телескопическими прицелами TZF 5а, с 50-мм Kw.K. 38 — TZF 5d, с 50-мм Kw.K. 39 — TZF 5е. В танках Ausf. N прицелы TZF 5b. Все эти прицелы имели 2,4-кратное увеличение. Курсовой пулемёт MG. 34 с 1,8-кратным телескопичесим прицелом KZF 2.

### Средства наблюдения и связи
Все танки Pz.Kpfw. III оснащались радиостанцией FuG 5, размещённой над коробкой передач, слева от стрелка-радиста. Дальность действия — 6,4 км телефоном и 9,4 км телеграфом. Внутренняя связь между членами экипажа осуществлялась с помощью ТПУ и светосигнального прибора.

### Двигатель и трансмиссия
Все модификации оснащались двенадцатицилиндровыми бензиновыми карбюраторными моторами Maybach. Модификации Ausf. A - Ausf. D — мотором HL108TR объёмом 10.8 литра, мощностью 250 л. с. Модификации Ausf. E - Ausf. N — мотором HL120TR объёмом 11.9 литра, мощностью 300—320 л. с. Конструктивно второй мотор являлся развитием первого; моторы различались диаметром цилиндра и степенью сжатия.
Коробки передач: модификации Ausf. A - Ausf. C — пятиступенчатая Zahnradfabrik SSG.75 (+5;-1); модификация Ausf. D — шестиступенчатая Zahnradfabrik SSG.76 (+5;-1); модификации Ausf. E - Ausf. G — десятиступенчаная Maybach Variorex (+10;-4); модификации Ausf. H - Ausf. N — шестиступенчатая Zahnradfabrik SSG.77 (+6;-1). Десятиступенчатая КП модификаций Ausf. E - Ausf. G представляла собой редкий тип безвальной коробки передач с пневматическим полуавтоматическим механизмом включения передач.
Механизм поворота — однорадиусный планетарный. Состоял из двух идентичных планетарных редукторов по одному для своего борта, выполнявших двойную функцию — функцию непосредственно механизма поворота и функцию одной из ступеней редукции главной передачи. Каждый планетарный редуктор имел свой тормоз поворота (опорный тормоз). Управление механизмом поворота — двумя рычагами, каждый из которых связан как со своим тормозом поворота, так и с остановочным тормозом своего борта. Групповой привод остановочных тормозов — педалью.
Главная передача имела три ступени редукции. Первая ступень состояла из конического шестерёнчатого редуктора для передачи крутящего момента от КП на общий вал привода механизма поворота. Вторая — из пары дифференциальных редукторов механизма поворота. Третья — из пары бортовых цилиндрических редукторов. Общее передаточное отношение на разных модификациях — 7-9 в зависимости от мотора и типа КП.

### Ходовая часть
Ходовая часть танка отличалась значительным разнообразием. Общие черты все же были — традиционное для немецкого танкостроения расположение ведущих колёс спереди, а ленивцев сзади, наличие поддерживающих катков. Опорные катки были обрезинены. Модификации (нем. «Ausfuehrung» или «Ausf.») различались количеством катков, их размерами, амортизирующей конструкцией. В ходе эволюции были использованы три принципиально разных варианта амортизации.

Ходовые различных модификаций танка

Ausf. A: единственная модификация с пружинной подвеской (по пружине на каждый каток), двумя поддерживающими катками (на всех остальных — три), пятью опорными катками увеличенного диаметра.
Ausf. B, C, D: восемь опорных катков уменьшенного размера, подвеска рессорная. У Ausf. B две полуэллиптические рессоры опирались концами на катки, сблокированные попарно, Ausf. C, D обладали уже тремя рессорами, причём у последнего рессоры располагались под углом.
Ausf. E, F, G, H, J, K, L, M, N: подвеска торсионная, шесть опорных катков среднего размера. Модификации отличались друг от друга, в основном, размерами катков и резинового бандажа, конструкцией и рисунком ведущего колеса и ленивца.

## Машины на базе Panzerkampfwagen III

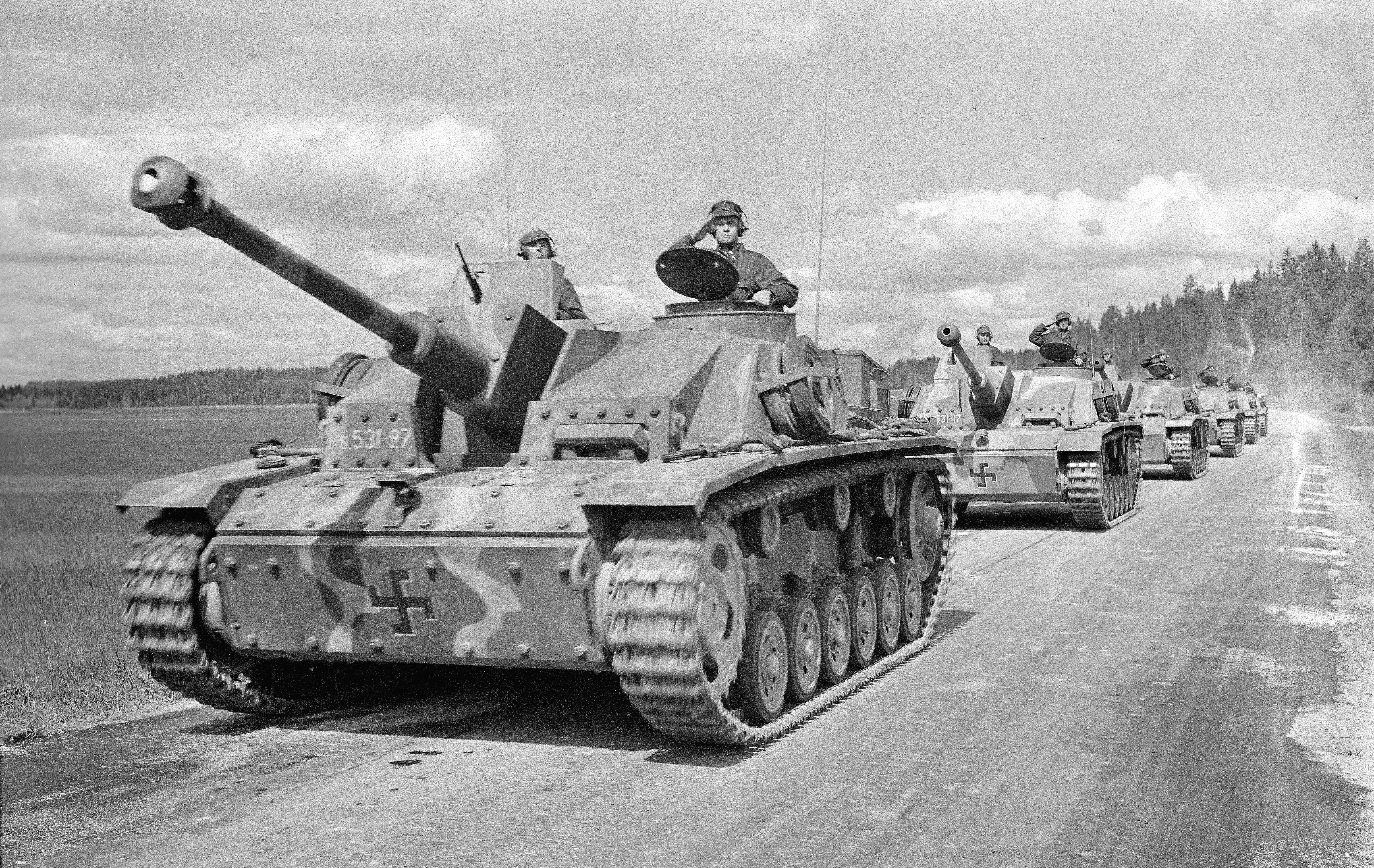
StuG. III Ausf. G Финской танковой дивизии

На базе линейных Pz.Kpfw. III строили специализированные танки и бронированные машины:
- в Германии:
  - Panzerbefehlswagen III — командирский танк; в течение 1938—1943 годов значительную часть танков модификаций D, Е, Н, J и М выпустили как командирские — Panzerbefehlswagen. Первой машиной этого типа стал танк Pz.Bf.Wg. III Ausf.D1 (60341-60370). Внешне он почти неотличим от линейного Ausf. D, но его башня приваривалась к корпусу, а пушка представляла собой макет из дерева и металла. Кроме того, отсутствовал курсовой пулемёт. По бортам прорезаны дополнительные смотровые щели и бойницы для стрельбы из личного оружия. По периметру крыши моторного монтировалась рамочная антенна, а на правом борту корпуса — штыревая, длиной 1,4 или 2 м. Вооружение состояло лишь из одного пулемёта, установленного в башне танка, внутри кабины были оборудованы рабочие места для командира, офицера связи и двух радистов (помимо них в экипаж, разумеется, входил и механик-водитель). Здесь имелся складной столик для работы с картами. Наблюдение велось через пять смотровых щелей и стереотрубу, устанавливаемую в командирской башенке. Танки оснащали(в различных комбинациях) радиостанциями FuG 6, FuG 7, FuG 8 и FuG 13. В зависимости от этого можно выделить три командирских танков нта машин: Sd.Kfz. 266, Sd.Kfz. 267 и Sd.Kfz. 268. С июня 1938 по март 1939 фирмы Daimler-Benz покинули 30 танков этого типа.[16] Следующую серию — 45 (60501-60545) командирских танков изготавливали на базе Pz.Kpfw. III Ausf. E с июля 1939 по февраль 1940 года и по конструкции, кроме ходовой части, не отличалась от предыдущей версии. После запуска в производство модели Ausf. H на его базе так же создали командирские танки. Их производство осуществлялось с ноября 1940 по январь 1942 года. Всего выпустили 175 машин (70001-70175). В дальнейшем конструкция командирских танков изменилась. Их стали переоборудовать из линейных Pz.Kpfw. III Ausf. J с сохранением основного вооружения — 50-мм пушки Kw.K. 38. Демонтировался только курсовой пулемёт, а боекомплект пушки сокращался до 75 выстрелов — освобождалось место для трёх радиостанций: FuG 5, FuG 7 и FuG 8. В дополнение к штатным приборам наблюдения на устанавливался перископический прибор TSF 1. Эти танки переделывались из линейных двумя сериями с августа по ноябрь 1942 года (81) и с мая по сентябрь 1943 г. (104). Поступали они в основном во вновь формируемые танковые части войск СС. Последнюю серию из 50 командирских танков (70201-70250), получивших обозначение Ausf. K, изготовляли на базе Pz.Kpfw. III Ausf. M в период с декабря 1942 по февраль 1943 года. Они вооружались 50-мм пушкой Kw.K. 39 с боекомплектом 65 выстрелов, установленной в уменьшенной маске.[6]
  - Flammpanzer III — огнемётный танк; в октябре 1942 года Служба вооружений приняла решение о выпуске 100 огнемётных танков на базе Pz.Kpfw. III. В соответствии с решением фирма MIAG передала 100 машин модификации M (77609-77708) без вооружения фирме Wegmann AG для переделки их в огнемётные. Эта фирма уже имела опыт подобных работ при переоборудовании танков Pz.Kpfw. II и трофейных французских танков B1 bis в огнемётные. Вместо пушки в башне Pz.Kpfw. III устанавливалась стальная труба длиной 1,5 м — защитный кожух для 14-мм ствола огнемёта. Рабочее давление в стволе до 15 МПа, создавалось с помощью вспомогательного двухтактного двигателя DKW мощностью 3 л. с. Перед стрельбой оба бака с огнесмесью ёмкостью по 100 л 5 минут нагревались горячей водой из системы охлаждения двигателя. Расход огнесмеси 8 л/мин позволял производить 125 односекундных выстрелов. Дальность стрельбы до 55 м. Углы наведения огнемёта по вертикали от −8° до +20°, по горизонтали — 360°. Вспомогательное вооружение — два пулемёта MG. 34 — находилось на штатных местах; в их боекомплекте 3750 патронов. Экипаж танка Pz.Kpfw. III (Fl) из трёх человек — командира (он же стрелок-огнемётчик), стрелка-радиста и механика-водителя. Масса танка 23 т. Заказ на изготовление огнемётных танков выполнен к апрелю 1943 года, большинство из них отправили на Восточный фронт. [6] Flammpanzer III (Sd.Kfz. 141/3), Восточный фронт 1943/1944 годы.

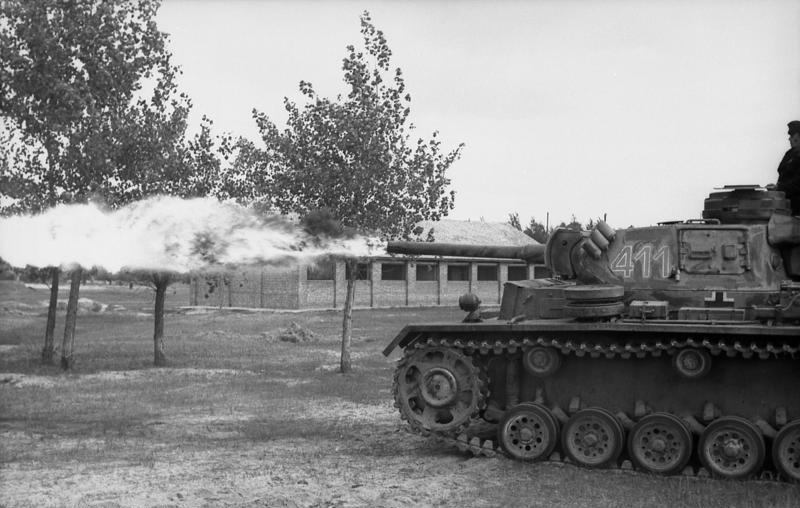
Flammpanzer III (Sd.Kfz. 141/3), Восточный фронт 1943/1944 годы.

  - Artillerie-Panzerbeobachtungswagen III — наблюдательный бронеавтомобиль артиллерии (машина передовых артиллерийских наблюдателей); с февраля 1943 по апрель 1944 года 262 Pz.Kpfw. III модификаций Е — G переоборудованы в машины передовых артиллерийских наблюдателей — panzerbeobachtungswagen III (Sd.Kfz. 143) для частей самоходной артиллерии. Танки получили 30-мм дополнительный бронелист в лобовой части корпуса, при этом амбразура пулемёта заделывалась. В новой маск-установке на месте пушки смонтирован пулемёт MG 34. Правее него к бронировке маски приваривалась стальная труба — макет орудия. Машина с радиостанциями FuG 8 и FuG 4. В башне имелся прибор наблюдения TBF 2.[6]
  - БРЭМ Bergepanzer III — с конца1943 года часть танков переоборудовали в БРЭМ Bergepanzer III.Ввместо башни монтировался кран грузоподъёмностью 1 т и деревянная грузовая платформа. Из штатного вооружения сохранялся только курсовой пулемёт MG. 34. Прототип испытывался в марте 1944 года на Куммерсдорфском полигоне, после чего заказ на 240 БРЭМ. С апреля 1944 по март 1945 года заводы покинули 176 машин этого типа. Они поступали, главным образом, в части самоходной артиллерии, вооружённые штурмовыми орудиями StuG. III . Одну БРЭМ оснастили якорем больших размеров, с помощью которого она могла зацепиться за грунт. После этого установленной на ней лебёдкой можно было вытащить застрявшую технику массой до 15 т. Якорь перевозился за БРЭМ на прицепе. [6]
  - В 1943 году небольшое число Pz.Kpfw. III Ausf. L и М переоборудовали в инженерные машины. Башни снимались, а на их месте монтировалось различное оборудование и крепления для перевозки двух малых штурмовых мостов. Некоторое количество Pz.Kpfw. III ранних выпусков (модификации Е и G) переделали в подвозчики боеприпасов Munitionsschlepper III и артиллерийские тягачи. Значительное число высвободившихся в результате переоборудования танковых башен было установлено в качестве огневых точек на различных фортификационных сооружениях, в частности на «Атлантическом валу» и в Италии на «Линии готов». Только в 1944 году на эти цели пошло 110 башен.[6]
  - Schienenkampfwagen SK 1 — танк-мотодрезина. Представлял собой Pz.Kpfw. III Ausf. N с удлинённым на 20 см корпусом и механизмами для опускания-подъёма железнодорожного хода. Масса танка составляла 25 т., максимальная скорость движения по рельсовому пути достигала 80 км/ч. Переход на гусеничный или железнодорожный ход занимал 30 секунд и осуществлялся изнутри танка. Планировалось выпустить 240 таких машин для 6 железнодорожных сапёрных батальонов по 40 танков в каждом. Однако все ограничилось лишь одним прототипом, изготовленном в сентябре 1943 года.
  - Pz.Kpfw. III/IV — проект «гибрида» из танков Pz.Kpfw. III и Pz.Kpfw. IV
  - Sturmgeschütz III — САУ;
    - Sturmhaubitze 42 — САУ;
    - Sturm-Infanteriegeschütz 33 Ausf.B;
- в СССР (на базе трофейных танков):
  - СУ-76и — САУ;
  - СУ-85и — САУ;
  - СГ-122 — САУ.

## Организационно-штатная структура
К 10 мая 1940 года в танковом полку полагалось иметь 54 танка Pz.Kpfw. III и Pz.Bf.Wg. III.
С февраля 1941 года танковые дивизии перешли на новые штаты. Теперь основной машиной лёгкой танковой роты стал Pz.Kpfw. III (17 Pz.Kpfw. IIII и 5 Pz.Kpfw. II в каждой), а в средней — Pz.Kpfw. IV (14 Pz.Kpfw. IV и 5 Pz.Kpfw. II). Штабная рота батальона имела 5 Pz.Kpfw. II, 1 Pz.Kpfw. III и 2 Pz.Bef.Wg. III. Таким образом, каждый танковый батальон должен был иметь 35 танков Pz.Kpfw. III. Ещё 1 Pz.Kpfw. III и 2 Pz.Bef.Wg. III были во взводе командования полка. Танковая дивизия (не оснащённая чешскими танками) имела от 71 до 105 танков Pz.Kpfw. III в зависимости от числа танковых батальонов в танковом полку. Кроме того в штабе танковой бригады полагался радио взвод с 7 Pz.Bef.Wg. III, а в батальоне связи дивизии — взвод с 6 Pz.Bef.Wg. III.

## Эксплуатация и боевое применение

### До вторжения в СССР
На 1 сентября 1939 года на учете Вермахта числились 3 прототипа (ZW 1, ZW 3 и ZW 4) и 95 из 110 выпущенных к этому времени серийных Pz.Kpfw. III и 38 командирских танков на его базе. Однако непосредственное участие в боевых действиях против Польши приняли лишь 87 машин. Большинство из них, 37 ранних модификаций, было сосредоточено в 6-м учебном танковом батальоне (6. Panzer Lehr Bataillon), приданном 3-й танковой дивизии, входившей в 19-й моторизованный корпус генерала Гудериана.
|              | 1. Pz.Dv. | 2. Pz.Dv. | 3. Pz.Dv. | 5. Pz.Dv. | 10. Pz.Dv. | Pz.Dv. Kempf | I./Pz.Rg. 10 | Всего |
| ------------ | --------- | --------- | --------- | --------- | ---------- | ------------ | ------------ | ----- |
| Pz.Kpfw. III | 26        | 6         | 43        | 3         | 3          | 3            | 3            | 87    |

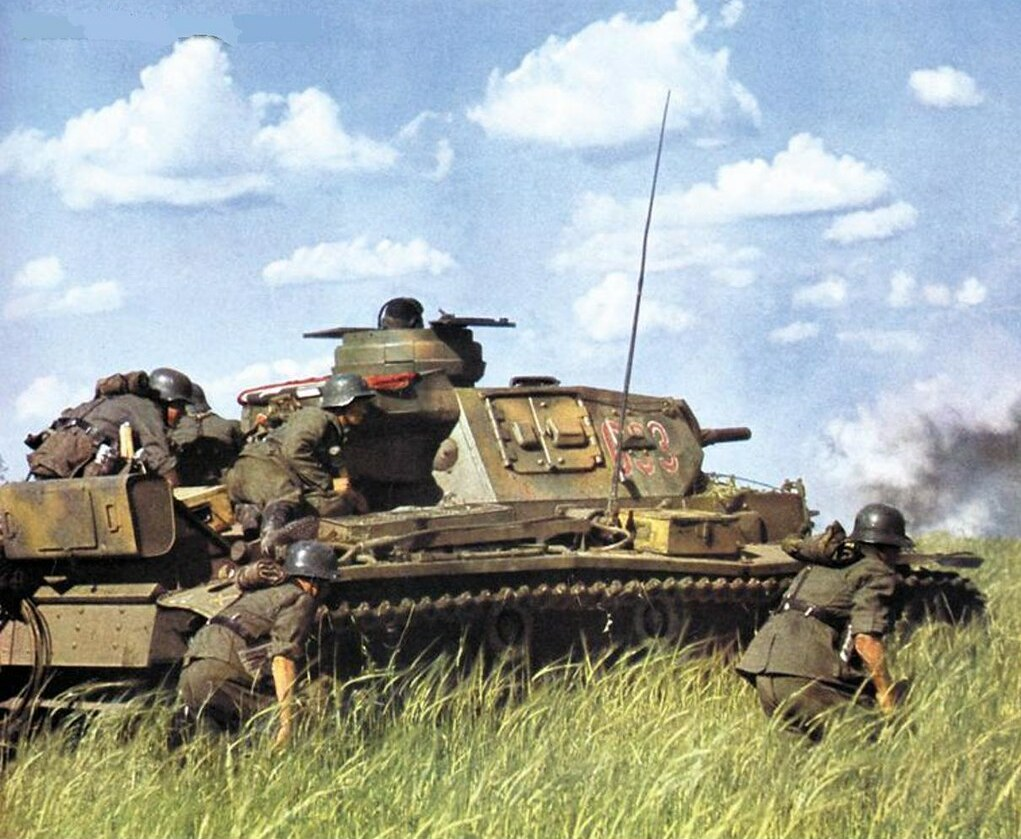
Немецкий танковый десант в наступлении, на танке Pz.Kpfw. III, 1941 год

В сравнении с польскими танками «тройка» имела лучшую бронезащиту и манёвренность, чем самый сильный польский танк того периода 7TP. В ходе кампании безвозвратно было потеряно 26 машин.
|              | 1. Pz.Dv. | 2. Pz.Dv. | 3. Pz.Dv. | 4. Pz.Dv. | 5. Pz.Dv. | 9. Pz.Dv. | 10. Pz.Dv. | Всего |
| ------------ | --------- | --------- | --------- | --------- | --------- | --------- | ---------- | ----- |
| Pz.Kpfw. III | 58        | 58        | 42        | 40        | 52        | 41        | 58         | 349   |

К началу активных боевых действий на Западе — 10 мая 1940 года — панцерваффе имеет уже 381 танк Pz.Kpfw. III. После польской кампании немцы довели число танковых дивизий до десяти. Хотя не все они имели стандартную структуру с двумя танковыми полками, полностью укомплектовать дивизии штатным количеством всех типов не представлялось возможным. Впрочем, в этом отношении и пять «старых» танковых дивизий не слишком отличались от «новых». В танковом полку полагалось иметь 54 танка Pz.Kpfw. III и Pz.Bf.Wg. III. Нетрудно подсчитать, что в десяти танковых полках пяти дивизий должно было насчитываться 540 Pz.Kpfw. III. Однако это количество танков было далеко от реального. Гудериан в своей книге «Воспоминания солдата» сетует по этому поводу: «Перевооружение танковых полков танками типа Pz.Kpfw. III и Pz.Kpfw. IV, что было особенно важно и необходимо, продвигалось чрезвычайно медленно вследствие слабой производственной мощности промышленности, а также в результате консервирования новых типов танков главным командованием сухопутных сил».
Первая причина, высказанная генералом — бесспорна, вторая — весьма сомнительна. Наличие танков в войсках вполне соотносилось с количеством выпущенных к маю 1940 года машин. Как бы то ни было, немцам пришлось сосредотачивать дефицитные средние танки в соединениях, действовавших на направлениях главных ударов.
Pz.Kpfw. III оказались пригодными для борьбы с французскими лёгкими танками всех типов. Однако дела обстояли значительно хуже при встречах со средними D2 и S35 и тяжёлыми В1bis танками. Немецкие 37-мм пушки не пробивали их броню. В тех же мемуарах Гудериан, вспоминая бой с французскими танками южнее Жюнивиля 10 июня 1940 года, пишет: «Во время танкового боя я тщетно пытался подбить огнём французской трофейной 47-мм противотанковой пушки французский танк „Б“ (В1bis — Прим. авт.); все снаряды отскакивали от толстых броневых стенок, не причиняя танку никакого вреда. Наши 37- и 20-мм пушки также не были эффективными против этой машины. Поэтому мы вынуждены были нести потери». В итоге, панцерваффе потеряли во Франции 124 танка Pz.Kpfw. III и 11 Pz.Bef.Wg. III.
«Тройки», как и танки других типов, участвовали в операции на Балканах весной 1941 года (см. Югославская операция и Греческая операция). На этом театре военных действий главной опасностью для них были горные дороги и плохие мосты. Серьёзные столкновения приведшие к потерям, пусть и незначительным, произошли у немцев с английскими войсками, прибывшими в Грецию в марте 1941 года. Наиболее крупный бой произошёл при прорыве немцами Линии Метаксаса на севере Греции у г. Птолемаиса. Танки 9-й танковой дивизии (тд) вермахта атаковали здесь 3-й британский танковый полк. Английские крейсерские танки A10 были малоэффективны против Pz.Kpfw. III (особенно против «троек» модификации H, имевших 60-мм лобовую броню и 50-мм пушки). Положение спасла королевская конная артиллерия — огнём 25-фунтовых орудий было подбито 15 немецких танков, в том числе несколько Pz.Kpfw. III. На развитие событий в целом это влияния не оказало: 28 апреля англичане, бросив все свои танки, покинули Грецию.
Весной 1941 года Pz.Kpfw. III пришлось осваивать и североафриканский театр (см. Североафриканская кампания). 11 марта в Триполи начали разгружаться подразделения 5-й лёгкой дивизии (лд) вермахта, насчитывавшие 61 «тройку» с 50-мм пушкой (10 танков утонули вместе с транспортами). Это были танки модификаций G и Н в тропическом исполнении (trop) с усиленными воздушными фильтрами и системой охлаждения. Спустя 2 месяца к ним присоединились танки 15-й тд (71 машина 5 cm Kw.K.). На момент своего прибытия Pz.Kpfw. III превосходил любой английский танк применявшийся в Африке, за исключением «Матильды». Первый крупный бой в ливийской пустыне с участием Pz.Kpfw. III — атака английских позиций у Тобрука 30 апреля 1941 года 5-м танковым полком 5-й лд. Наступление немцев началось после длительной авиационной подготовки и окончилось безрезультатно. Особенно тяжёлые потери понёс 2-й батальон 5-го полка — одних Pz.Kpfw. III было подбито 24 штуки. Но все танки были эвакуированы с поля боя, и 14 из них вскоре вернулись в строй. Командующий германским Африканским корпусом Эрвин Роммель сделал выводы, и в дальнейшем немцы фронтальных атак не предпринимали, предпочитая фланговые удары и охваты. Это тем более важно, что к концу осени 1941 года ни Pz.Kpfw. III, ни Pz.Kpfw. IV, уже не имели решающего (как весной) превосходства над большинством английских танков. В ноябре 1941 года англичане наступали, имея 748 танков, в том числе 213 «матильд» и «валентайнов», 220 «крусейдеров», 150 более старых крейсерских танков и 165 «стюартов» американского производства. Африканский корпус Роммеля мог противопоставить им лишь 249 боеспособных немецких (из них 139 Pz.Kpfw. III) и 146 итальянских танков. При этом, вооружение и бронезащита большинства английских танков были аналогичны немецким, а порой их превосходили. После двухмесячных боёв британские войска недосчитались 278 танков. Потери итало-немецких войск были сопоставимы — 292 танка. Английская 8-я армия отбросила противника почти на 800 км, но не смогла уничтожить силы Роммеля. 5 января 1942 года в Триполи прибыл конвой, доставивший 117 немецких (в основном Pz.Kpfw. III Ausf. J с 50-мм пушкой в 42 калибра) и 79 итальянских танков. Получив подкрепление, 21 января Роммель перешёл в наступление. За два дня немцы продвинулись на восток на 120—130 км, теперь уже отступали англичане.
Если немцы не имели ни количественного, ни качественного превосходства над противником, чем можно было объяснить их успехи? Вот как отвечает на это в своих воспоминаниях генерал-майор фон Меллентин (в тот период майор в штабе Роммеля): «По моему мнению, наши победы определялись тремя факторами: качественным превосходством наших противотанковых орудий, применением взаимодействия родов войск и — последним по счёту, но не по важности, — нашими тактическими методами. В то время, как англичане ограничивали роль мощных 3,7-дюймовых зенитных пушек борьбой с авиацией, мы применяли свои 88-мм пушки для стрельбы и по танкам и по самолётам. В ноябре 1941 года у нас было только 35 88-мм пушек, но, двигаясь с танками, они наносили потери английским танкам. Кроме того, наши 50-мм противотанковые пушки с большой начальной скоростью снаряда, превосходили английские двухфунтовые пушки, и батареи этих орудий всегда сопровождали наши танки в бою. Наша полевая артиллерия также была обучена взаимодействию с танками. Немецкая танковая дивизия была соединением всех родов войск, всегда, и в наступлении и в обороне — опиравшимися на артиллерию. А англичане считали противотанковые пушки оборонительным средством и не сумели в должной мере использовать свою мощную полевую артиллерию, которую следовало бы обучать уничтожению наших противотанковых орудий». Всё сказанное фон Меллентином, особенно касающееся взаимодействия родов войск с танками, было характерно и для Восточного фронта. В начале 1941 года из состава Вермахта вывели 60 танков Ausf.  A — D (не считая 5 машин Ausf. D, выпуска 1939 года, которые направили в 40. Pz. Abt. zBV), сделав их учебными стендами.

### Вторжение в СССР и до 1945 года
На 1 июня 1941 года в вермахте числилось 350 Pz.Kpfw. III с 37-мм пушками и 1090 Pz.Kpfw. III с 50-мм пушками. Ещё около 65 танков находились на заводах в процессе перевооружения или капитального ремонта. Для вторжения в Советский Союз выделялось 966 (из них 259 с 37-мм пушкой) Pz.Kpfw. III, которые были распределены по 11 танковым дивизиям из 17, участвовавших в операции «Барбаросса» (6-я, 7-я, 8-я, 12-я, 19-я и 20-я тд имели танки чехословацкого производства). Ещё 30 танков, включая 5 с 37-мм пушками входили в состав 100-го и 101-го огнемётных танковых батальонов и в 40-й танковый батальон ОН в Финляндии. К моменту вторжения в СССР Pz.Kpfw. III был основным оружием танковых частей вермахта.
|                       | 1. Pz.Dv. | 3. Pz.Dv. | 4. Pz.Dv. | 9. Pz.Dv. | 10. Pz.Dv. | 11. Pz.Dv. | 13. Pz.Dv. | 14. Pz.Dv. | 16. Pz.Dv. | 17. Pz.Dv. | 18. Pz.Dv. | 100.Pz.Abt. (F) | 101.Pz.Abt. (F) | 40.Pz.Abt. zbV | Всего |
| --------------------- | --------- | --------- | --------- | --------- | ---------- | ---------- | ---------- | ---------- | ---------- | ---------- | ---------- | --------------- | --------------- | -------------- | ----- |
| Pz.Kpfw. III (3,7 cm) |           | 29        | 31        | 11        |            | 24         | 27         | 15         | 23         |            | 99         |                 |                 | 5              | 264   |
| Pz.Kpfw. III (5 cm)   | 71        | 81        | 74        | 60        | 105        | 47         | 44         | 56         | 48         | 106        | 15         | 5               | 5               | 15             | 732   |
| Всего                 | 71        | 110       | 105       | 71        | 105        | 71         | 71         | 71         | 71         | 106        | 114        | 5               | 5               | 20             | 996   |

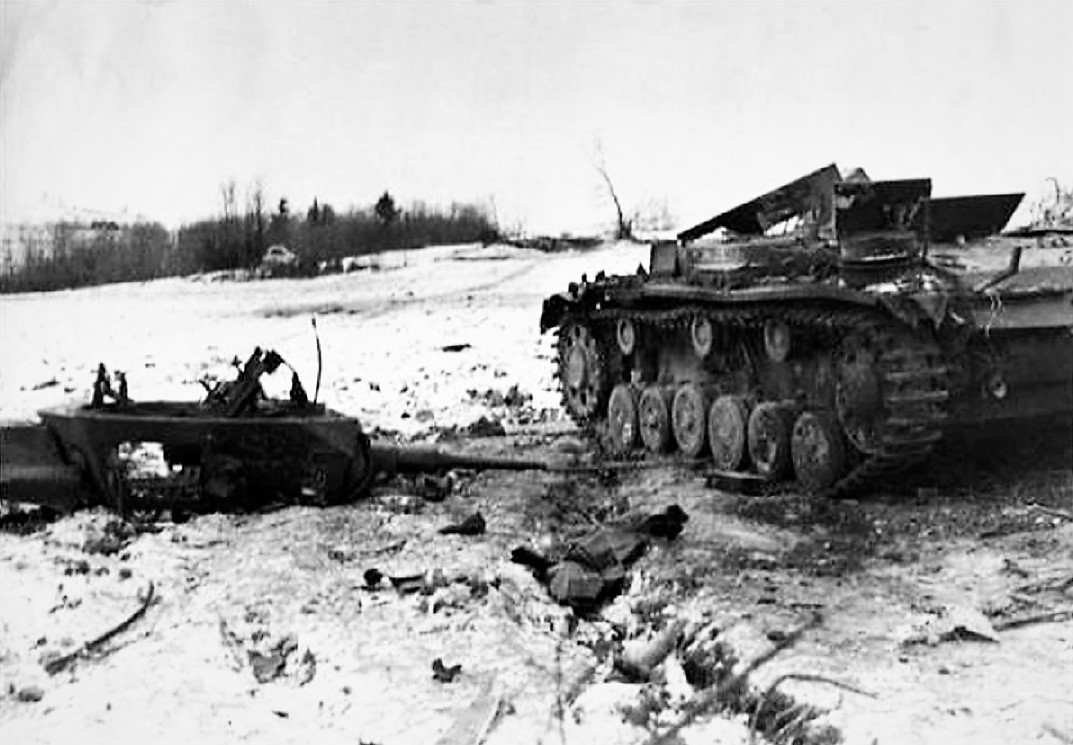
Уничтоженный советской артиллерией немецкий танк Pz.Kpfw. III (фото Михаила Калашникова)

Так же на 1 июня 1941 года в армии числились 189 Pz.Bef.Wg. III. В операции «Барбаросса» было задействовано 122 машины: 120 входили в танковые дивизии и по одному танку имелось в 100-м и 101-м огнемётных танковых батальонах.
«Тройки» в целом были равноценным противником большинства советских танков. По вооружению, манёвренности и броневой защите — Pz.Kpfw. III имел существенное превосходство только над Т-26. БТ-5 и БТ-7 уступали Pz.Kpfw. III в бронезащите, Т-28 и КВ — в манёвренности. Но по всем трём показателям «тройка» была слабее Т-34. Но Pz.Kpfw. III превосходил все советские танки по количеству и качеству приборов наблюдения и прицеливания, надёжности двигателя, трансмиссии и ходовой части, а также по наличию (на многих советских танках она полностью отсутствовала) и качеству радиосвязи. Немаловажное преимущество — стопроцентное разделение обязанностей в экипаже. Все озвученные преимущества, при отсутствии превосходства в ТТХ в целом, позволяли Pz.Kpfw. III в большинстве случаев выходить победителем в танковых дуэлях. Впрочем, при встречах с Т-34, а тем более с КВ, добиться этого было нелегко, пробить их броню немецкая 50-мм танковая пушка могла только с малой дистанции — не более 300 м.
Не случайно, с июня 1941 до сентября 1942 года жертвы огня этих орудий всего 7,5 процента от общего числа подбитых артиллерией «тридцатьчетвёрок». При этом огнём 50-мм противотанковых пушек Pak. 38 за этот период подбито 54,3 процента Т-34 — противотанковая пушка была мощнее танковой, её ствол длиной 56,6 калибра, а начальная скорость бронебойного снаряда 835 м/с. Да и встретить советский танк у неё было больше шансов. Самый массовый на тот момент танк вермахта Pz.Kpfw. III, имевший и наибольшие возможности в борьбе с танками, в 1941 году был малоэффективен против Т-34 и КВ. Если учесть и отсутствие количественного превосходства, то Гитлер очень рисковал, нападая на СССР. 4 августа 1941 года на совещании в штабе группы армий «Центр» он сказал Гудериану: «Если бы я знал, что у русских действительно имеется такое количество танков, которое приводилось в вашей книге, я бы, пожалуй, не начинал эту войну».
В 1941 году за первые шесть месяцев войны безвозвратно было потеряно 660 Pz.Kpfw. III, за первые два месяца 1942-го — ещё 338. При существовавших тогда темпах производства бронетанковой техники в Германии, быстро восполнить эти потери было нереально. Поэтому танковые дивизии вермахта постоянно ощущали недокомплект танков.
В течение 1942 г. Pz.Kpfw. III оставались основной ударной силой «панцерваффе», в том числе и в масштабных наступательных операциях на южном фланге Восточного фронта. 23 августа 1942 г. Pz.Kpfw. III Ausf. J из 14-го танкового корпуса первыми вышли к Волге севернее Сталинграда. В Сталинградской битве и битве за Кавказ Pz.Kpfw. III понесли серьёзные потери. В этих сражениях участвовали «тройки» с обоими типами пушек — 42 и 60 калибров. Использование длинноствольной 50-мм пушки позволило отодвинуть дистанцию огневого боя, например, с «тридцатьчетвёрками», почти до 500 м. В сочетании с довольно мощной лобовой бронёй Pz.Kpfw. III шансы на победу у обоих значительно уравнивались. Правда, успеха в бою на такой дистанции Pz.Kpfw. III мог добиться только при использовании подкалиберных снарядов PzGr. 40.
В мае 1942 года первые 19 танков Ausf. J с 50-мм пушками L/60 прибыли в Северную Африку. В английских документах они как Panzer III Special. Накануне сражения у Эль-Газала Роммель всего с 332 танками, 223 из них «тройки». При этом появившиеся на фронте американские «Грант I» мало уязвимы для орудий немецких танков. Исключение — Pz.Kpfw. III Ausf. J и Pz.Kpfw. IV Ausf. F2 с длинноствольными пушками, но таких у Роммеля было всего 23. Несмотря на численное превосходство англичан, немцы вновь перешли в наступление, и к 11 июня у них в руках уже вся передовая линия опорных пунктов от Эль-Газалы до Бир-Хакейма. За несколько дней боёв британская армия потеряла 550 танков и 200 орудий, после чего английские части начали отход к тыловой оборонительной позиции на египетской территории у Эль-Аламейна.
Тяжёлые бои на этом рубеже начались в конце августа 1942-го. Накануне наступления, которое Роммель предпринял в это время, Немецкий Африканский корпус был с 74 Pz.Kpfw. III Special. В неудачных наступательных боях немцы понесли тяжёлые потери техники, восполнить которые не смогли. К концу октября в немецких войсках остался всего 81 боеспособный танк. 23 октября 8-я армия Монтгомери, имея 1029 танков, перешла в наступление. К 3 ноября сопротивление немецких и итальянских войск было сломлено; началось стремительное отступление, а вся тяжёлая техника была брошена. В 15-й тд, например, к 10 ноября осталось 1177 человек, 16 орудий (из них, четыре 88-мм) и ни одного танка. Оставив Ливию, армия Роммеля получившая пополнение, в январе 1943 года остановила англичан на границе Туниса на Линии Марет. В 1943 году некоторое количество Pz.Kpfw. III, главным образом модификаций L и N, участвовало в завершающих боях Африканской кампании — танки Ausf. L 15-й тд действовали в разгроме американских войск у Кассерина 14 февраля 1943 г. Танки Ausf. N входили в 501-й тяжёлый танковый батальон. Их задача — поддержка «Тигров». После капитуляции немецких войск в Северной Африке 12 мая 1943 года все оставшиеся танки стали трофеями союзников.
Главным же театром боёв Pz.Kpfw. III в 1943 году оставался Восточный фронт. Правда, основная нагрузка в противоборстве с советскими танками к середине 1943-го перешла к Pz.Kpfw. IV с длинноствольными 75-мм пушками, а «тройки» всё чаще играли вспомогательную роль. Тем не менее, они ещё составляли примерно половину танков вермахта на Восточном фронте.
«Прощальная гастроль» Pz.Kpfw. III — операция «Цитадель». К началу этой операции в 23 танковых и моторизованных дивизиях вермахта и войск СС имелось 961 Pz.Kpfw. III разных модификаций. Кроме них, ещё 56 в тяжёлых танковых батальонах Pz.Abt.502 и Pz.Abt.505, 656-м полку истребителей танков и других частях. По немецким данным, в июле и августе 1943 года потеряно 385 «троек». Всего в 1943-м потеряно 2719 Pz.Kpfw. III, из которых 178 после ремонта вернули в строй. К концу 1943-го в связи с прекращением производства число Pz.Kpfw. III в частях первой линии резко сократилось. Значительное количество танков Pz.Kpfw. III передали в учебные и резервные части. Они несли службу и на второстепенных театрах военных действий, например, на Балканах или в Италии. В боевых частях первой линии к ноябрю 1944 года осталось чуть больше 200 Pz.Kpfw. III: на Восточном фронте — 133, на Западе — 35 и в Италии — 49.
На март 1945 года в войсках осталось: Pz.Kpfw. III L/42 — 216; Pz.Kpfw. III L/60 — 113; Pz.Kpfw. III L/24 — 205; Pz.Bef.Wg. III — 70; Pz.Bef.Wg. III — 4; Berge-Pz. III — 130. Из линейных танков и машин передовых артиллерийских наблюдателей 328 в Армии резерва, 105 использовали как учебные, а 164 находившиеся во фронтовых частях, распределялись: Восточный фронт — 16; Западный фронт — нет; Италия — 58; Дания/Норвегия — 90.
Немецкая статистика заканчивается 28 апреля 1945 года, и наличие Pz.Kpfw. III в войсках на эту дату почти не отличаются от приведённых выше, что свидетельствует о практическом неучастии «троек» в боях последних дней войны.
По немецким данным, в период 1 сентября 1939 — 10 апреля 1945 года, было безвозвратно потеряно 4.706 Pz.Kpfw. III.

### Pz.Kpfw. III в Красной армии
Во время польского похода 1939 года трофеем РККА стал повреждённый немецкий Pz.Kpfw. III (в советских документах наименован «20-тонный средний танк Даймлер-Бенц»), который был втайне от немцев вывезен в СССР и передан на изучение НИИБТ.
В ходе последующего военно-технического сотрудничества с нацистской Германией было достигнуто соглашение о покупке ещё одного танка Pz.Kpfw. III Ausf. F. Обе немецкие машины были подвергнуты тщательному изучению, включая ходовые испытания и обстрел из 45-мм противотанковой пушки обр. 1937 года на бронетанковом полигоне в подмосковной Кубинке. Результаты испытаний произвели очень большое впечатление на советское военное руководство — по уровню своей подвижности, защищённости и удобству работы экипажа Pz.Kpfw. III Ausf. F был признан в СССР лучшим иностранным танком в своём классе (16-24 тонны), по многим параметрам превосходя Т-26 обр. 1931 г. и другие машины. Было дано задание доработать проект нового лёгкого танка с учётом информации, полученной при изучении немецкого танка:

…Необходимо не медля ни минуты продолжить работы по танку «126» с целью доведения всех его характеристик до уровня немецкой машины (или превосходящих её)…
Из письма начальника ГБТУ Я. Н. Федоренко К. Е. Ворошилову от 13/IX/1940

Это позволило не только выявить их слабые места, преимущества и недостатки в сравнении с отечественными танками, но и получить некоторый  опыт по их эксплуатации. Он пригодился впоследствии, когда в боях красноармейцы стали захватывать исправные или легко поддающиеся ремонту Pz.Kpfw. III. Существовали целые подразделения до отдельных танковых батальонов, целиком оснащённые танками этого типа. Воениздатом было выпущено «Руководство службы по использованию трофейного танка Т-III». Вышедшие из строя по техническим причинам танки Pz.Kpfw. III подлежали ремонту (но, по сравнению с советскими танками, немецкие танки были трудноремонтируемыми). Комфортные условия работы экипажа, качественная оптика и радиостанция (хотя и несовместимая с принятым в Красной армии частотным диапазоном и другим типом модуляции) привели к тому, что трофейные Pz.Kpfw. III стали любимыми командирскими танками. В 1941—1942 годах вооружение Pz.Kpfw. III являлось вполне достаточным для борьбы с любым типом бронетехники, стоявшей на вооружении вермахта. Однако ощущалась нехватка трофейных боеприпасов калибра 37 и 50 мм. А в 1943 году орудия этих калибров стали недостаточными против брони новых и модернизированных немецких танков. Поэтому в конце 1942 — начале 1943 года вновь захваченные и уцелевшие из ранее эксплуатируемых Pz.Kpfw. III стали переоборудовать в САУ СУ-76и, вооружённые 76-мм пушкой С-1 с боекомплектом 98 снарядов. Всего было изготовлено 201 СУ-76и. К концу 1943 года из-за боевых потерь, небоевых повреждений и отсутствия запасных частей («тройки» стали редкими даже в вермахте) СУ-76и и крайне немногочисленные Pz.Kpfw. III исчезли из рядов Красной армии.
4 апреля 1944 на станции Раздельная Одесской области трофей советских войск 3-го Украинского фронта — эшелон с 25 танками T-III.

## Оценка машины

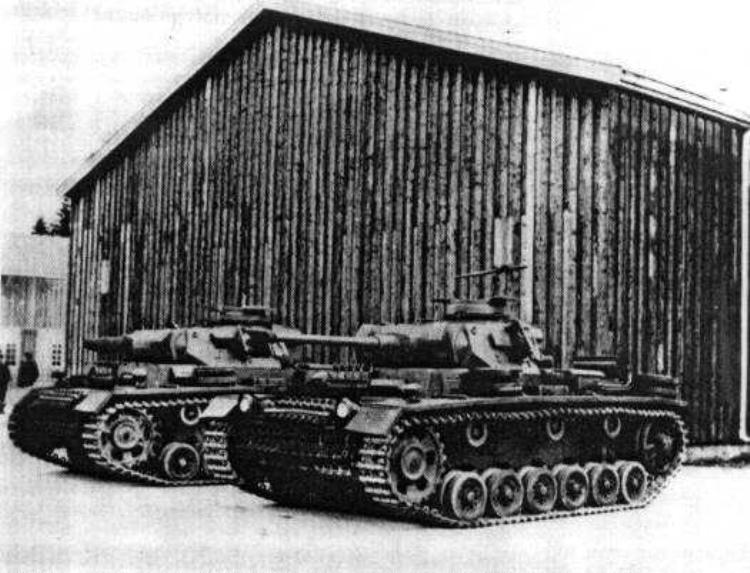
Два танка Pz.Kpfw. III

Танк Pz.Kpfw. III являлся в целом типичным представителем немецкой школы танкостроения, но с некоторыми существенными особенностями, свойственными другим конструкторским концепциям. Поэтому по своим конструктивным и компоновочным решениям он, с одной стороны, наследовал преимущества и недостатки классической компоновки «немецкого типа», а с другой — не имел некоторых отрицательных её особенностей. В частности, индивидуальная торсионная подвеска с опорными катками малого диаметра была несвойственна предыдущим немецким машинам, хотя позднее она очень хорошо себя зарекомендовала в производстве и эксплуатации. Более поздние «Пантеры» и «Тигры» имели менее надёжную в эксплуатации и ремонте, конструктивно более сложную, ставшую традиционной для немецких танков «шахматную» подвеску.
В целом Pz.Kpfw. III являлся надёжной, легкоуправляемой машиной с высоким уровнем комфортности работы для экипажа, его модернизационный потенциал для 1939—1942 годов был вполне достаточен. С другой стороны, несмотря на надёжность и технологичность, перегруженная ходовая часть и объём подбашенной коробки, недостаточный для размещения более мощной пушки, не позволили машине удержаться в производстве дольше 1943 года, когда все резервы по превращению «лёгко-среднего» танка в полноценный средний были исчерпаны.
Близость техзаданий привела к созданию двух — практически идентичных по массе, габаритам и бронированию, но различавшихся по вооружению, и в итоге — разных по конструкции танков: Pz.Kpfw. III и Pz.Kpfw. IV.
Компоновка «четвёрки» получилась более удачна. У Pz.Kpfw. IV нижняя часть корпуса уже, чем у Pz.Kpfw. III, но расширив подбашенную коробку до середины надгусеничных полок, диаметр башенного погона в свету довели до 1680 мм, против 1520 мм у Pz.Kpfw. III. За счёт более рациональной компоновки моторного отделения у Pz.Kpfw. IV больше по длине отделение управления. Результат: у Pz.Kpfw. III нет посадочных люков механика-водителя и стрелка-радиста. В целом, при практически одинаковых габаритах забронированный объём у Pz.Kpfw. III меньше, чем у Pz.Kpfw. IV. Соответственно, логичнее наверное было бы принять всё-таки один танк, но с двумя вариантами вооружения. Возможно, что немцы тут допустили ошибку.

## Основные операторы и экспортные поставки
- СССР — Продана 1 штука Ausf. F (1940 год); десятки машин использовались в РККА как трофеи в том числе для создания САУ СУ-76и на их базе.
- Италия — Ausf. N, 1943 год, 12 шт.
- Хорватия — Ausf. N, 1944 год, 20 шт.
- Румыния — Ausf. N, 1942 год, 11 шт.
- Королевство Венгрия — Ausf. J, Ausf. M, 1942, 1944 год, 20 шт.
- Словакия — Ausf. N, 1943 год, 5 шт.
- Турция— Ausf. J (возможно включая 3 командирских), 1943 год, 56 шт.

Всего, 125 танков были поставлены на экспорт в различные страны.

## Стендовый моделизм
Танк Pz.Kpfw. III широко представлен в стендовом моделизме. Сборные пластиковые модели-копии танка Pz.Kpfw. III в масштабе 1:35 выпускаются фирмами Звезда (Россия), Tamiya (Япония), Dragon (Китай), Bronco (Китай), MiniArt (Украина) и Academy (Корея). В масштабе 1:72 модель также выпускается фирмами Italery (Италия), Dragon (Китай), а также фирмами ESCI, Military Wheels, MACO и Revell.